# Cycle 1 de Pokémon
Chronologie
Cycle 2
Pour des articles plus généraux, voir Pokémon, la série et Liste des épisodes de Pokémon.
Le premier cycle de la série télévisée Pokémon, officiellement nommé Pokémon : Pocket Monsters en Occident, regroupe les saisons 1 à 5 de cet anime, adaptées des jeux vidéo Pokémon Rouge et Bleu et Pokémon Or et Argent et diffusées au Japon entre 1997 et 2002.
Ce cycle narre les aventures de Sacha à travers Kanto (saison 1, correspondant à Rouge et Bleu), la région inédite des Îles Orange (saison 2) et celle de Johto (saison 3 à 5, correspondant à Or et Argent). Il est accompagné par Ondine (saisons 1 à 5), Pierre (saisons 1 et 3 à 5) et par Jacky (saison 2).
Il s'agit du seul cycle basé sur deux générations distinctes de jeux, c'est pourquoi c'est également le seul cycle où Sacha renouvelle entièrement son équipe de Pokémon et ses vêtements au cours du cycle.

## Découpage

### Japon
Au Japon, le premier cycle est découpé en trois arcs narratifs :
- Pokémon : épisodes 1 à 82 - 82 épisodes[N 1]
- Les Îles Orange : épisodes 83 à 118 - 36 épisodes
- Or et Argent : épisodes 119 à 276 - 158 épisodes

### Occident
En Occident, le premier cycle est découpé en cinq arcs narratifs :
- La Ligue Indigo : épisodes 1 à 83 - 83 épisodes
- Les Îles Orange : épisodes 84 à 118 - 35 épisodes
- Voyage à Johto : épisodes 119 à 159 - 41 épisodes
- Les Champions de Johto : épisodes 160 à 211 - 52 épisodes
- La Quête ultime : épisodes 212 à 276 - 65 épisodes

Il est également parfois découpé en cinq saisons de cinquante-deux épisodes environ, correspondant à une année de diffusion. Dans ce découpage, les douze derniers épisodes de l'arc La quête ultime (du no 265 au no 276) sont intégrés à la sixième saison, bien qu'ils se déroulent toujours à Johto et non à Hoenn.
| Premier épisode                                 | Arcs narratifs        | Saisons                  |
| ----------------------------------------------- | --------------------- | ------------------------ |
| Le départ (no 1)                                | Arc 1 (83 épisodes)   | Saison 1 (55 épisodes)   |
| La guerre des princesses (no 56)                | Arc 1 (83 épisodes)   | Saison 2 (52 épisodes)   |
| Y a-t-il un pilote dans le dirigeable ? (no 84) | Arc 2 (35 épisodes)   | Saison 2 (52 épisodes)   |
| La guerre aquatique Pokémon (no 108)            | Arc 2 (35 épisodes)   | Saison 3 (52 épisodes)   |
| Le crime ne paie pas (no 119)                   | Arc 3 (41 épisodes)   | Saison 3 (52 épisodes)   |
| Bienvenue à Doublonville (no 160)               | Arc 4 (52 épisodes)   | Saison 4 (52 épisodes)   |
| Autour du tourbillon (no 212)                   | Arc 5 (65 épisodes)   | Saison 5 (53 épisodes)   |
| Souvenirs, souvenirs (no 265)                   | Arc 5 (65 épisodes)   | (Saison 6) (52 épisodes) |
| Une nouvelle rencontre (no 277)                 | (Arc 6) (40 épisodes) | (Saison 6) (52 épisodes) |

### Modifications aprèsDennō Senshi Porigon
Lors de la diffusion télévisuelle au Japon de l’épisode 38 Dennō Senshi Porigon, le 16 décembre 1997, une attaque électrique de Pikachu, représentée par une rapide succession de flashs rouges et bleus, provoqua au Japon une « épidémie » de convulsions chez les jeunes téléspectateurs. Cet incident entraîna la suspension de la diffusion de l'anime au Japon pendant plusieurs mois, du 16 décembre 1997 au 16 avril 1998. En conséquence, une émission spéciale nommée La Veille du Nouvel An : Pokémon, le rappel* est annulée, ainsi que toutes les références à Pokémon prévues dans d'autres émissions de la chaîne.
La diffusion reprend le 16 avril 1998 avec l'épisode Au revoir Pikachu, spécialement créé pour l'occasion. L'ordre de diffusion des épisodes prévu est modifié : en effet, certains épisodes étaient prévus pour être diffusés à l'occasion d'un évènement annuel (Noël, le Nouvel an, le Jour des filles ou le Jour des enfants) qui était déjà passé. À partir de 1999, ces épisodes ont été rediffusés dans une émission nommée Pocket Monsters Encore, dans un ordre plus proche de la programmation originale,.
- Épisode supprimé
- Épisode décalé
- Épisode ajouté

| Ordre prévu                           | Pokémon Monsters Encore            | Diffusion Japonaise                | Diffusion Hors Japon               |
| ------------------------------------- | ---------------------------------- | ---------------------------------- | ---------------------------------- |
| Dennō Senshi Porigon                  | supprimé                           | Interruption de diffusion          | supprimé                           |
| Des Joujoux Par Milliers              | Des Joujoux Par Milliers           | Au revoir Pikachu                  | Au revoir Pikachu                  |
| Aucun                                 | Aopuruko no kyūjitsu               | La Montagne de l'évolution         | La Montagne de l'évolution         |
| Tempête De Neige                      | Tempête De Neige                   | Sommeil sans fin                   | Sommeil sans fin                   |
| La Montagne de l'évolution            | La Montagne de l'évolution         | Sombreville                        | Sombreville                        |
| Sommeil sans fin                      | Sommeil sans fin                   | Un Pokémon tout n'œuf              | Un Pokémon tout n'œuf              |
| Sombreville                           | Sombreville                        | La Potion miracle                  | La Potion miracle                  |
| Un Pokémon tout n'œuf                 | Un Pokémon tout n'œuf              | Une jolie berceuse                 | Une jolie berceuse                 |
| La Potion miracle                     | La Potion miracle                  | L'attaque du Pokémon Préhistorique | L'attaque du Pokémon Préhistorique |
| Fin des dates de diffusions annoncées | Une jolie berceuse                 | Urgence à l'Hôpital                | Urgence à l'Hôpital                |
|                                       | L'attaque du Pokémon Préhistorique | Un Sacré mariage                   | Un Sacré mariage                   |
|                                       | Urgence à l'Hôpital                | Recette aux poireaux               | Recette aux poireaux               |
|                                       | La guerre des Princesses           | œuf surprise                       | œuf surprise                       |
|                                       | Un Sacré mariage                   | Le jardin mystérieux               | Le jardin mystérieux               |
|                                       | Recette aux poireaux               | La guerre des Princesses           | L'unité d'Elite K-9                |
|                                       | œuf surprise                       | Un Héros au poil                   | Le chasseur d'images               |
|                                       | Le jardin mystérieux               | L'unité d'Elite K-9                | L'ultime épreuve                   |
|                                       | L'unité d'Elite K-9                | Le chasseur d'images               | Le secret du centre d'Elevage      |
|                                       | Le chasseur d'images               | L'ultime épreuve                   | La guerre des Princesses           |
|                                       | L'ultime épreuve                   | Le secret du centre d'Elevage      | Un héros au poil                   |
|                                       | Le secret du centre d'Elevage      | Le champion des devinettes         | Le champion des devinettes         |
|                                       | Un héros au poil                   | Panique volcanique                 | Panique volcanique                 |
|                                       | Le champion des devinettes         | L'Île des Pokémon tortues          | L'Île des Pokémon tortues          |
|                                       | Panique volcanique                 | La sirène magique                  | La sirène magique                  |
|                                       | L'Île des Pokémon tortues          | Les envahisseurs                   | Les envahisseurs                   |
|                                       | La sirène magique                  | L'arène team-rocket                | L'arène team-rocket                |
|                                       | Les envahisseurs                   | Quel cirque !                      | Quel cirque !                      |
|                                       | L'arène team-rocket                | Des joujoux par milliers           | Des joujoux par milliers           |
|                                       | Quel Cirque !                      | Tempête de Neige                   | Tempête de Neige                   |
|                                       | Règlement de comptes à Poke-corral | Règlement de comptes à Poke-corral | Règlement de comptes à Poke-corral |

## Personnages
- Sacha
- Ondine
- Pierre
- Jacky
- Régis
- Professeur Chen

## Liste des épisodes
- Épisode supprimé
- Épisode décalé
- Épisode ajouté

### Ligue Indigo
| No | Titre français                        | Titre japonais                     | Titre japonais                                              | Date de 1re diffusion |
| No | Titre français                        | Kanji                              | Rōmaji                                                      | Date de 1re diffusion |
| --- | ------------------------------------- | ---------------------------------- | ----------------------------------------------------------- | --------------------- |
| 1 | Le Départ                             | ポケモン！君に決めた！             | Pokémon! Kimi ni kimeta! (Pokémon ! Je te choisis !)        | 1er avril 1997        |
| Sacha, un jeune garçon de 10 ans habitant le Bourg-Palette, part pour son périple à travers la région de Kanto avec son premier Pokémon, Pikachu, offert par le célèbre Professeur Chen. |                                       |                                    |                                                             |                       |
| 2 | Pokémon aux urgences                  | 対決！ポケモンセンター！           | Taiketsu! Pokémon sentā! (Confrontation ! Centre Pokémon !) | 8 avril 1997          |
| Pikachu est transporté d'urgence au Centre Pokémon de Jadielle après avoir été grièvement blessé par des Piafabec sauvages. Jessie et James, deux membres de la Team Rocket accompagnés d'un Miaouss qui parle, s'introduisent dans le Centre afin de voler des pokéballs contenant des Pokémon. Sacha fait la connaissance d’Ondine, une jeune fille à qui il a emprunté son vélo pour échapper aux Piafabec sauvages. Le vélo ayant été détruit pendant la fuite, elle décide de le suivre dans son périple afin qu'il le lui rembourse. |                                       |                                    |                                                             |                       |
| 3 | Capture du premier Pokémon            | ポケモン ゲットだぜ！              | Pokémon Getto da ze! (J’obtiens un Pokémon)                 | 15 avril 1997         |
| Sacha, Ondine et Pikachu arrivent dans la forêt de Jade et rencontrent un Chenipan sauvage, que Sacha décide de capturer malgré les protestations d'Ondine qui déteste les Pokémon insectes. Sacha capture aussi un Roucoups sauvage et, à l’aide de ses nouveaux Pokémon, bat de nouveau Jessie et James qui cherchaient à se venger de l’affront qu'ils ont subi. Chenipan évolue en Chrysacier. Sacha et Ondine continuent leur périple à travers la forêt de Jade. |                                       |                                    |                                                             |                       |
| 4 | Le défi du samouraï                   | 侍少年の挑戦！                     | Samurai shōnen no chōsen! (Le défi du jeune samouraï)       | 22 avril 1997         |
| Sacha et Ondine rencontrent un samouraï qui vit dans la forêt de Jade. Alors que celui-ci défie Sacha, le match est interrompu par un essaim de Dardargnan qui enlève le Chrysacier de Sacha. Afin de le sauver, Sacha n’hésite pas à risquer sa vie. Ému par sa dévotion, le Chrysacier évolue en un Papilusion et utilise l'attaque Poudre Dodo pour arrêter l’essaim de Dardargnan. Sacha et ses amis sortent de la forêt et se dirigent vers Argenta. |                                       |                                    |                                                             |                       |
| 5 | Confrontation à Argenta               | ニビジムの戦い！                   | Nibi jimu no tatakai! (La bataille de l’arène d’Argenta)    | 29 avril 1997         |
| Sacha, Pikachu et Ondine arrivent à Argenta. Au Centre Pokémon, Sacha aperçoit une affiche vantant les mérites de la ligue Pokémon et du tournoi annuel de celle-ci. Avant de pouvoir participer, chaque dresseur doit remporter un match contre au moins huit champions différents. Sacha décide de s’inscrire, sûr de remporter facilement les huit badges. Son premier adversaire est Pierre, le champion d’arène de la ville. Face à ce spécialiste des Pokémon de type Roche, Pikachu ne peut vaincre l’Onix qui lui est opposé. Un inconnu, qui se révélera être le père de Pierre n'osant pas rentrer chez lui, aidera Pikachu à gagner en puissance, lui permettant ainsi de déclencher le système anti-incendie de l'arène qui affaiblit Onix. Impressionné par la force du jeune dresseur, le champion Pierre remet le badge Roche à Sacha et décide de l’accompagner. |                                       |                                    |                                                             |                       |
| 6 | La Pierre Lune                        | ピッピと月の石                     | Pippi to tsuki no ishi (Mélofée et la pierre de Lune)       | 6 mai 1997            |
| Sacha, Ondine et Pierre arrivent à l'entrée du Mont Sélénite et rencontrent un scientifique appelé Simon qui se fait attaquer par des Nosferapti sauvages. Pierre capture l'un d'entre eux. Une fois à l'intérieur de la grotte du mont, Simon explique à Sacha, Ondine et Pierre qu'un dérèglement dans la grotte provoque une perte d'énergie des Pokémon vivant ici. En réalité, c'est la Team Rocket qui est derrière tout ça, mais grâce à des Mélofée et des Mélodelfe fraîchement évolués avec des Pierres Lune, la Team Rocket se fait battre une fois de plus. |                                       |                                    |                                                             |                       |
| 7 | Les fleurs d’eau d’Azuria             | ハナダシティの水中花               | Hanada Shiti no suichūka                                    | 13 mai 1997           |
| Sacha apprend qu'une arène Pokémon existe à Azuria. Il décide avec Pierre d'y aller. Ondine fait tout pour l'arrêter, mais Sacha s'y rend algré tout. Une fois là-bas, il se rend compte que trois jeunes filles dirigent l'arène et qu'il ne leur reste qu'un seul Pokémon. C'est alors qu'Ondine apparaît et décide d'affronter Sacha elle-même, lui révélant qu'elle est la sœur de ces trois jeunes filles et se considère comme championne de l'arène. Leut match est interrompu par la Team Rocket, mais grâce à Sacha et Pikachu, le plan de la Team Rocket échoue. En remerciement, les trois sœurs offrent à Sacha le badge Cascade d'Azuria, malgré l'opposition d'Ondine. |                                       |                                    |                                                             |                       |
| 8 | Le chemin qui mène à la ligue Pokémon | ポケモンリーグへの道               | Pokémon rīgu e no michi (La route de la ligue Pokémon)      | 20 mai 1997           |
| Sacha, Ondine et Pierre continuent leur périple en direction de Carmin-sur-mer. Sur le chemin, ils rencontrent Albert, un dresseur aux méthodes dures pour ses Pokémon. Il affronte Sacha et le bat avec son Sabelette, et en fait de même avec la Team Rocket. Albert décide ensuite de partir à la conquête des badges dans toute la région. |                                       |                                    |                                                             |                       |
| 9 | L'école crève-cœur                    | ポケモン必勝マニュアル             | Pokémon Hisshō Manyuaru                                     | 27 mai 1997           |
| Toujours sur le chemin de Carmin-sur-mer, Sacha, Ondine et Pierre continuent le voyage et rencontrent devant une école prestigieuse une jeune fille prétentieuse, Giselle. Après qu'elle s'est moquée d’Ondine, Sacha lui lance un défi et lui fait regretter ses paroles. |                                       |                                    |                                                             |                       |
| 10 | Le village caché                      | 隠れ里のフシギダネ                 | Kakure zato no Fushigidane                                  | 3 juin 1997           |
| Sacha, Ondine et Pierre arrivent au village caché dirigé par Mélanie, une jeune fille qui s'occupe des Pokémon sauvages malades ou des Pokémon abandonnés. Le Pokémon gardien de ce village, un Bulbizarre, défie Sacha en match et, avec l'accord de Mélanie, décide finalement de rejoindre l'équipe de Sacha. |                                       |                                    |                                                             |                       |
| 11 | Le Pokémon abandonné                  | 逸れポケモン・ヒトガケ             | Hagure Pokémon - Hitokage                                   | 10 juin 1997          |
| Sacha et ses amis, perdus sur la route de Carmin-sur-mer, découvrent un immense rocher sur lequel se trouve un Salamèche qui attend son dresseur, Damien. Celui-ci l’a en réalité abandonné là, car il le jugeait trop faible pour lui. Sacha le recueille alors dans son équipe. |                                       |                                    |                                                             |                       |
| 12 | Sans maître ni loi                    | ゼニガメ軍団登場！                 | Zenigame-gundan tōjō!                                       | 17 juin 1997          |
| Sacha, Ondine et Pierre tombent sur un gang de Carapuce sauvages, qui met la pagaille dans une ville voisine, et contre laquelle l’agent Caillou ne peut rien faire. Après une attaque de la Team Rocket, les Carapuce éteignent l'incendie provoqué par celle-ci et le chef des Carapuce décide de rejoindre l'équipe de Sacha. Sacha a désormais ses six Pokémon. |                                       |                                    |                                                             |                       |
| 13 | Le mystère du phare                   | マサキの灯台                       | Masaki no tōdai                                             | 24 juin 1997          |
| Sacha capture un Krabby sur une plage, mais sa pokéball se téléporte chez le Professeur Chen. Sacha apprend alors qu'il ne peut transporter que six Pokémon avec lui. Il arrive ensuite au Phare de Léo, qui lui apprend qu'il existe plus de 150 Pokémon. |                                       |                                    |                                                             |                       |
| 14 | Confrontation électrique              | 電撃対決！クチバジム               | Dengeki taiketsu! Kuchiba Jimu                              | 1er juillet 1997      |
| Sacha, Ondine et Pierre sont enfin arrivés à Carmin-sur-mer. Après un passage au Centre Pokémon, Sacha et Pikachu se rendent à l'arène et rencontrent le Major Bob, un champion prétentieux, et son partenaire Raichu. Pikachu ne tient pas plus de quelques minutes face à Raichu. Après le match, Sacha emmène Pikachu au Centre Pokémon et hésite à le faire évoluer en Raichu. Finalement, il décide de gagner grâce à la seule rapidité de Pikachu : Raichu ayant évolué trop vite, il ne connaît pas les attaques rapides de Pikachu. Sacha remporte donc son troisième badge : le badge Foudre de Carmin-sur-mer. |                                       |                                    |                                                             |                       |
| 15 | Bataille à bord du Ste. Anne          | サントアンヌ号の戦い！             | Santo Annu gō no tatakai!                                   | 8 juillet 1997        |
| Sacha, Ondine et Pierre arrivent au Port de Carmin-sur-mer où la Team Rocket les attend. Jessie et James, déguisés en jeunes filles, offrent des places pour la croisière du Saint-Anne, un bateau de luxe. C'est en fait un piège tendu par le chef de la Team Rocket, Giovanni, qui disperse tous ses membres à travers le bateau pour voler les Pokémon des personens qui se trouvent à bord. Le plan échoue grâce aux dresseurs sur place, dont Sacha et ses amis, mais le bateau subit des dommages et commence à couler. Le capitaine du bateau fait évacuer tous les passagers, sauf Sacha et ses amis, qui sont restés coincés, ainsi que Jessie, James et Miaouss, qui ont été oubliés dans le bateau. |                                       |                                    |                                                             |                       |
| 16 | Naufrage Pokémon                      | ポケモン漂流記                     | Pokémon hyoryūki                                            | 15 juillet 1997       |
| Sacha et ses amis et la Team Rocket décident de s'allier pour sortir du bateau. Grâce à leurs Pokémon, ils réussissent à sortir, sauf la Team Rocket qui sort seule à l'aide du courant de l'eau. Une fois sur un bout de bois qui tient à la surface de l'eau, Sacha, Ondine, Pierre et la Team Rocket sont assaillis par des Léviator sauvages, qui emportent tout le monde dans un tourbillon. |                                       |                                    |                                                             |                       |
| 17 | L'île des Pokémon géants              | 巨大ポケモンの島！？               | Kyodai Pokémon no shima!?                                   | 22 juillet 1997       |
| Sacha et ses amis se réveillent sur la plage d'une île, au beau milieu de l'océan. Sacha s'aperçoit qu'il lui manque les pokéballs de Bulbizarre, Salamèche et Carapuce et que Pikachu n'est pas avec lui. Du côté de la Team Rocket, les pokéballs d'Abo et de Smogo ont disparu, tout comme Miaouss. Les Pokémon sont en fait perdus sur l'île et se font attaquer par plusieurs Pokémon géants, qui sont en réalité des machines pour promouvoir un parc d'attractions appartenant au Chef de la Team Rocket. |                                       |                                    |                                                             |                       |
| 18 | Aopuruko no kyūjitsu                  | アオプルコの休日                   | Aopuruko no kyūjitsu (Vacances à Ao Pulco)                  | 29 juillet 1997       |
| Sacha, Ondine et Pierre décident de passer des vacances et vont participer au concours de l'été, tout en aidant un vieux monsieur dans son restaurant. Note : Cet épisode n'a pas été adapté en Occident car son contenu a été jugé inapproprié pour des enfants. Il met en scène un concours de bikinis dans lequel James se travestit et vante sa poitrine (en réalité une sorte de prothèse). Par la suite, grâce à un système de gonflage, il l'a doublée de volume alors qu'elle était déjà d'une taille respectable, en plus de l'agiter indécemment sous le nez d'Ondine. |                                       |                                    |                                                             |                       |
| 19 | Tentacool et Tentacruel               | メノクラゲドククラゲ               | Menokurage Dokukurage                                       | 5 août 1997           |
| Nastina, une vieille dame folle et riche a décidé de construire un parc au beau milieu de l'océan, là où vivent les Tentacool. L'un d'eux évolue en un Tentacruel gigantesque et les Pokémon attaquent la ville, faisant des ravages. Ondine obtient un Hypotrempe sauvage, qui l'avait aidé à prédire l’attaque des Tentacool. |                                       |                                    |                                                             |                       |
| 20 | Le fantôme de la jeune fille          | 幽霊ポケモンと夏祭り               | Yūrei Pokémon to Natsumatsuri                               | 12 août 1997          |
| La fête de l'été touche à sa fin et, pour célébrer cela, la statue de pierre d'une jeune fille est exposée aux touristes. La légende raconte que le bien-aimé de la jeune fille était parti en guerre, et qu'elle l'avait attendu plus de mille ans sur le rocher, jusqu'à ce que son corps ne fasse plus qu'un avec la pierre. |                                       |                                    |                                                             |                       |
| 21 | Un Pokémon amoureux                   | バイバイバタフリー                 | Bai Bai Batafurī                                            | 19 août 1997          |
| C'est l'heure pour les Papilusion d'effectuer la ponte de leurs œufs. Sacha, Ondine et Pierre arrivent sur une falaise où une cinquantaine de dresseurs laissent leurs Papilusion partir à la rencontre de l'âme sœur. Le Papilusion de Sacha repère une Papilusion femelle rose et tombe sous le charme. Celle-ci le rejette, jusqu'à ce que tous les Papilusion soient capturés par la Team Rocket, sauf lui. Il vient en aide à tous les Papilusion capturés, faisant changer d'opinion la Papilusion femelle. Sacha décide alors de laisser partir son Papilusion. |                                       |                                    |                                                             |                       |
| 22 | Quand la télékinésie s'en mêle        | ケーシィ！超能力対決！             | Kēshī! Chōnōryoku taiketsu!                                 | 26 août 1997          |
| Sacha, Ondine et Pierre arrivent à Safrania et se font piéger par la Team Rocket. Une jeune fille qui possède des pouvoirs psychiques leur vient en aide. En voulant la remercier, elle disparaît devant Sacha. Les trois amis se dirigent ensuite vers l'arène de Safrania, où Sacha se fait battre par Abra, ensuite évolué en Kadabra, de la championne Morgane qui tient dans ses mains la jeune fille qui a sauvé Sacha et ses amis, qui n'est autre qu'une poupée qui parle. Un homme vient ensuite parler à Sacha en disant que, s'il veut battre Morgane, il lui faudra un Pokémon Spectre de la tour Pokémon de Lavanville. |                                       |                                    |                                                             |                       |
| 23 | La tour de la terreur                 | ポケモンタワーでゲットだぜ!        | Pokémon Tawā de Getto daze!                                 | 2 septembre 1997      |
| Sacha arrive à la Tour Pokémon de Lavanville. Ondine et Pierre, ayant trop peur, lui disent d'y aller seul. Avec l'aide de Salamèche et Pikachu, il entre dans la tour et fait connaissance avec un Fantominus, un Spectrum et un Ectoplasma qui transforment Sacha et son Pikachu en fantômes, leur permettant de visiter la ville et la forêt. Sacha se rend compte qu'ils ne sont pas méchants mais veulent simplement s'amuser. Le Spectrum accepte d'accompagner Sacha pour le match contre Morgane. |                                       |                                    |                                                             |                       |
| 24 | La revanche                           | ゴーストVSエスパー                 | Gōsuto VS Esupā!                                            | 9 septembre 1997      |
| Sacha décide d'affronter Morgane, mais Spectrum n'est plus là et Sacha essaie de le retrouver. Spectrum était en train de battre la Team Rocket. Sacha affronte finalement Morgane avec Spectrum et gagne son quatrième badge. Spectrum décide de rester avec Morgane. |                                       |                                    |                                                             |                       |
| 25 | Une rencontre mouvementée             | 怒らないでねオコリザル！           | Okoranai de ne Okorizaru!                                   | 16 septembre 1997     |
| Sacha essaye de capturer un Férosinge, mais celui-ci évolue quand James l'attaque. Grâce à Salamèche, Sacha parvient à capturer le Colossinge. |                                       |                                    |                                                             |                       |
| 26 | Un parfum de victoire                 | エリカとクサイハナ                 | Erika to Kusaihana                                          | 23 septembre 1997     |
| Sacha, Ondine et Pierre arrivent à Céladopole. Sacha affronte Érika, la championne de la ville, mais la Team Rocket fait exploser l'arène. Sacha et ses amis font alors équipe avec Érika pour sauver l'arène, mais l'Ortide de cette dernière est toujours prisonnier de l'arène. Sacha réussit à le sauver et, pour le remercier, Érika lui remet le badge Prisme. |                                       |                                    |                                                             |                       |
| 27 | Sommeil sur la ville                  | スリーパーとポケモンがえり！？     | Surīpā to Pokémon gaeri!?                                   | 30 septembre 1997     |
| Sacha se charge de retrouver des enfants disparus. Il découvre qu’ils se prennent pour des Pokémonaprès avoir été hypnotisés par un Hypnomade. Sacha, Ondine et Pierre reprennent la route accompagnés de Psykokwak. |                                       |                                    |                                                             |                       |
| 28 | Les Pokémon changent de look !        | ロコン！ブリーダー対決！           | Rokon! Burīdā taiketsu!                                     | 7 octobre 1997        |
| Sacha, Ondine et Pierre sont dans une rue célèbre où l'on peut coiffer les Pokémon. Ils rencontrent Suzie, une grande éleveuse de Pokémon et son Goupix, lequel met en déroute la Team Rocket. Suzie confie finalement son Goupix à Pierre. Note : Cet épisode a été suivi au Japon d'une émission spéciale d'une heure et demie servant de résumé de l'intrigue. Celle-ci n'a pas été conservée lors de la diffusion internationale. |                                       |                                    |                                                             |                       |
| 29 | Un Pokémon qui a du punch !           | 格闘ポケモン！大バトル！           | Kakutō Pokemon! Dai Batoru!                                 | 14 octobre 1997       |
| Un tournoi de Pokémon a lieu et Sacha décide d'y participer avec Colossinge. Sacha se qualifie jusqu'en finale où il affronte le Kicklee que la Team Rocket a volé. Sacha gagne et laisse partir Colossinge avec un autre dresseur. |                                       |                                    |                                                             |                       |
| 30 | Coup de foudre magnétique             | コイルは電気ネズミの夢を見るか！？ | Koiru wa denki Nezumi no Yume o miru ka!?                   | 21 octobre 1997       |
| En arrivant dans une ville, Pikachu commence à perdre son énergie et devient sérieusement malade. Sacha, Ondine et Pierre l'emmènent se faire soigner dans le Centre Pokémon de la ville, mais une panne d'électricité est provoquée par un groupe de Tadmorv. Un Magnéti, attiré par Pikachu, les aide à vaincre ces Pokémon. Sacha capture un Grotadmorv qui est envoyé au professeur Chen. |                                       |                                    |                                                             |                       |
| 31 | Barrage contre Pokémon                | ディグダが一杯！                   | Diguda ga Ippai!                                            | 28 octobre 1997       |
| Sur le chemin vers l'arène de Parmanie, Sacha, Ondine et Pierre arriveront sur un chantier de construction qui a des problèmes avec un groupe de Taupiqueur. Aucun Pokémon ne voudra se battre contre les Taupiqueur ! Ils découvriront la raison : leurs habitations se trouvent sous le chantier de construction. |                                       |                                    |                                                             |                       |
| 32 | Le ninja Pokémon                      | セキチク忍者対決！                 | Sekichiku ninja taiketsu!                                   | 4 novembre 1997       |
| Sacha arrive dans la sixième arène. Il affronte le champion Koga et gagne facilement. Le Psykokwak d'Ondine apprend l'attaque Choc Mental durant son combat contre la Team Rocket, décidée à voler des Pokémon. |                                       |                                    |                                                             |                       |
| 33 | Le poké-marathon                      | 炎のポケモン大レース！             | Honō no Pokémon dai Rēsu!                                   | 11 novembre 1997      |
| Une course Pokémon va avoir lieu. Sacha, Ondine et Pierre rencontrent Laura, une participante. À cause de la Team Rocket, elle se blesse, et Sacha la remplace avec le Ponyta de Laura. Pendant la course, le Ponyta évolue en Galopa et Sacha gagne la course. |                                       |                                    |                                                             |                       |
| 34 | L'enfant sauvage                      | ガルーラの子守歌                   | Garūra no komori uta                                        | 18 novembre 1997      |
| Un enfant vit avec des Kangourex. Sacha, Ondine et Pierre essaient de faire revenir l'enfant dans sa famille. Ils réussissent, mais les Kangourex se font capturer par la Team Rocket. Ils battent la Team Rocket et reprennent leur chemin pour Cramois'île. |                                       |                                    |                                                             |                       |
| 35 | Miniryū no densetsu                   | ミニリュウの伝説                   | Miniryū no densetsu (La légende de Minidraco)               | 25 novembre 1997      |
| Sacha, Ondine et Pierre arrivent à la zone Safari et rencontrent Kaiza, le gardien. Le Professeur Chen explique que Kaiza a trouvé le Minidraco il y a 30 ans et qu'il souhaite le protéger de tous ceux qui veulent le capturer. La Team Rocket essayera pourtant grâce à une bombe sous-marine mais Sacha se fera aider par Minidraco et battra la Team Rocket. Ils reprennent la route. Durant cet épisode, Sacha a capturé 30 Tauros envoyés au laboratoire du Professeur Chen. Note : Cet épisode n'a pas été adapté en Occident car les protagonistes sont à plusieurs reprises mis en joue par Kaiza, armé d'un révolver, ce qui a été jugé inapproprié pour le public ciblé. Cette suppression pose problème dans la continuité de l'histoire car dans cet épisode, Sacha capture un troupeau entier de Tauros, qui réapparaîtront par la suite.                         |                                       |                                    |                                                             |                       |
| 36 | Le gang des bicyclettes               | 嵐のサイクリングロード             | Arashi no Saikuringu Rōdo                                   | 2 décembre 1997       |
| L'infirmière Joëlle confie un médicament à Sacha pour qu'il le donne à Soleilville afin de sauver les Pokémon malades. Sacha se fait arrêter par des amis de la Team Rocket, mais il les aide à aller au Centre Pokémon de Soleilville ; Sacha, Ondine et Pierre reprennent leur route pour Cramois'île. |                                       |                                    |                                                             |                       |
| 37 | Le manoir mystérieux                  | メタモンと物真似娘                 | Metamon to Monomane musume                                  | 9 décembre 1997       |
| Sacha, Ondine et Pierre arrivent dans un manoir où il y a un Métamorph. La Team Rocket va essayer de le capturer pour le faire transformer en Minidraco. Sacha et ses amis retrouvent Métamorph en bonne santé. Ils reprennent leur route pour Cramois'île. |                                       |                                    |                                                             |                       |
| 38 | Dennō Senshi Porigon                  | 電脳戦士ポリゴン                   | Dennō Senshi Porigon (Le soldat virtuel Porygon)            | 16 décembre 1997      |
| Sacha, Ondine et Pierre arrivent à la ville de Matcha pour aller au Centre Pokémon. Là-bas, ils découvrent que le transfert des Pokémon ne marche pas. Cela est dû à la Team Rocket, qui a volé le Pokémon prototype Porygon. Sacha, Ondine et Pierre battront la Team Rocket et remettront le système de transfert en place. Ils reprennent la route. Note : Cet épisode n'a jamais été diffusé au Japon passée sa première diffusion et n'a pas été adapté en Occident : voir ci-dessus. |                                       |                                    |                                                             |                       |
| 39 | Au revoir Pikachu                     | ピカチュウのもり                   | Pikachū no mori                                             | 16 avril 1998         |
| Pikachu rencontre des Pikachu sauvages et Sacha le quitte en pensant qu'il serait plus heureux avec eux, mais Pikachu rejoint Sacha parce qu'il veut rester avec lui. Note : Cet épisode n'était pas prévu dans la diffusion initiale et a été créé spécialement à la suite de l'interruption de diffusion due à l'épisode 38 : voir ci-dessus. |                                       |                                    |                                                             |                       |
| 40 | La montagne de l'évolution            | イーブイ4兄弟                      | Ībui Shi kyōdai                                             | 16 avril 1998         |
| Sacha, Ondine et Pierre trouvent un Evoli tout seul qui appartient, en réalité, à un dresseur. Ses frères veulent qu'il le fasse évoluer en Aquali, Pyroli ou Voltali. Evoli affronte seul la Team Rocket, et réussit à les battre. Après cela, le dresseur d'Evoli ne veut plus que ce dernier évolue ; après avoir vu de quoi il était capable, ses frères l'acceptent. Sacha, Ondine et Pierre reprennent leur route. |                                       |                                    |                                                             |                       |
| 41 | Sommeil sans faim                     | 起きろ！カビゴン！                 | Okiro! Kabigon!                                             | 23 avril 1998         |
| Sacha, Ondine et Pierre arrivent dans un village sans approvisionnement d'eau, car un Ronflex bloque la source en amont. Même aidés par la Team Rocket, ils ne réussissent pas à enlever Ronflex. Un homme vient et, grâce à sa pokéflûte, réveille Ronflex et libère la source. Sacha, Ondine et Pierre reprennent leur route pour Cramois'île. |                                       |                                    |                                                             |                       |
| 42 | Sombreville                           | 対決！ポケモンジム！               | Taiketsu ! Pokémon Jimu !                                   | 30 avril 1998         |
| Deux villes se battent pour savoir qui sera l'arène. Mais l'inspectrice de la ligue Pokémon a vu ce qui se passe et refuse d'homologuer une des deux arènes tant qu'ils se feront la guerre. Sacha, Ondine et Pierre reprennent leur route pour la ville du volcan, Cramois'île. |                                       |                                    |                                                             |                       |
| 43 | Un Pokémon tout n'œuf                 | ナッシー軍団大行進！               | Nasshī gundan daikōshin!                                    | 7 mai 1998            |
| Des Nœunœuf font des spectacles de magie et évoluent en Noadkoko. Il se dirigent tous vers la ville. Le Salamèche de Sacha s'en occupe et évolue en Reptincel. Sacha, Ondine et Pierre reprennent la route, heureux d'avoir un Reptincel. |                                       |                                    |                                                             |                       |
| 44 | La potion miracle                     | パラスとパラセクト                 | Parasu to Parasekuto                                        | 14 mai 1998           |
| Sacha défie une fille en combat pour que son Paras évolue. Sacha utilise Reptincel. À force de combats, et en partie grâce à la Team Rocket, Paras s'endurcit et évolue en Parasect. Sacha, Ondine et Pierre reprennent leur route. |                                       |                                    |                                                             |                       |
| 45 | Une jolie berceuse                    | 歌って！プリン！                   | Utatte! Purin!                                              | 21 mai 1998           |
| Sacha, Ondine et Pierre arrivent dans une ville où les habitants manquent de sommeil et sont irascibles. Mais, grâce à un Rondoudou, les habitants trouvent enfin le sommeil. Sacha, Ondine et Pierre peuvent repartir, suivis de loin par le Rondoudou. |                                       |                                    |                                                             |                       |
| 46 | L'attaque des Pokémon préhistoriques  | 復活！？化石ポケモン！             | Fukkatsu!? Kaseki Pokémon!                                  | 28 mai 1998           |
| Sacha retrouve Régis. Mais, juste après, un Ptéra les attaque. Pikachu, Carapuce et Reptincel ne peuvent rien. Ensuite, Reptincel évolue en Dracaufeu, puis Sacha trouve un œuf Pokémon et le garde avec lui. |                                       |                                    |                                                             |                       |
| 47 | Urgence à l'hôpital                   | ラッキーのカルテ                   | Rakkī no Karute                                             | 4 juin 1998           |
| Pikachu s'étouffe en mangeant une pomme. Un médecin des urgences sauve Pikachu. Soudain, la Team Rocket, en tentant de voler des Pokémon, crée un accident de la circulation. Le Centre Pokémon décide d'envoyer le surplus des Pokémon blessés vers ce docteur. Sacha, Ondine et Pierre décident d'aider le docteur à sauver les Pokémon. |                                       |                                    |                                                             |                       |
| 48 | Un sacré mariage                      | ガーディとゴジロウ                 | Gādi to Kojirō                                              | 11 juin 1998          |
| James arrive dans sa maison et est contraint au mariage. Jessie, Sacha, Ondine et Pierre aident James à s'enfuir. C'est dans cet épisode qu'on apprend que James a aussi un Caninos et que sa famille est multimilliardaire. |                                       |                                    |                                                             |                       |
| 49 | Recette aux poireaux                  | カモネギのカモ                     | Kamonegi no Kamo                                            | 18 juin 1998          |
| Un jeune garçon et son Canarticho volent les Pokémon des dresseurs de passage dans la forêt. Grâce à Sacha, le garçon va s'apercevoir que son Pokémon est puissant et qu'il peut gagner des combats. |                                       |                                    |                                                             |                       |
| 50 | Œuf surprise                          | トゲピーは誰の物！？               | Togepī wa dare no mono!?                                    | 25 juin 1998          |
| L'œuf de Togepi trouvé par Sacha est volé par la Team Rocket. Miaouss le couve et veut le garder pour lui. Lors de son éclosion, Sacha, Ondine, Pierre et Miaouss s'affrontent dans un tournoi pour savoir qui gardera le Pokémon. |                                       |                                    |                                                             |                       |
| 51 | Le jardin mystérieux                  | フシギダネの不思議の花園           | Fushigidane no fushigi na hanazono                          | 2 juillet 1998        |
| Bulbizarre ne se sent pas très bien. L'infirmière Joëlle dit que Bulbizarre va évoluer. Mais Bulbizarre ne veut pas évoluer. Il se fait enlever par d'autres Bulbizarre. Sacha les suit et empêche un Florizarre d'attaquer Bulbizarre. La Team Rocket arrive et Bulbizarre apprend l'attaque Lance-Soleil. |                                       |                                    |                                                             |                       |
| 52 | La guerre des princesses              | 激闘！ポケモン雛祭り               | Gekitō! Pokémon Hinamatsuri                                 | 9 juillet 1998        |
| C'est le jour des princesses et les filles sont à l'honneur : gratuité dans les restaurants, promotion dans les magasins… Un concours est organisé pour élire la princesse de l'année, Jessie et Ondine vont s'y affronter. Note : Cet épisode a été décalé à la suite de l'interruption de diffusion due à l'épisode 38 : Voir ci-dessus. |                                       |                                    |                                                             |                       |
| 53 | Un héros au poil                      | こどもの日だよ！全員集合！         | Kodomo no hi da yo! Zenin shūgō!                            | 9 juillet 1998        |
| C'est la journée des enfants, Sacha, Ondine et Pierre arrivent dans une école et laissent les enfants jouer avec leurs Pokémon. Un seul garçon ne s'amuse pas, il ne veut jouer qu'avec un Miaouss. La Team Rocket arrive, et Miaouss devient alors le héros du garçon. Note : Cet épisode a été décalé à la suite de l'interruption de diffusion due à l'épisode 38 : Voir ci-dessus. |                                       |                                    |                                                             |                       |
| 54 | L'unité d'élite K-9                   | 警察犬ガーディ                     | Keisatsuken Gādi                                            | 16 juillet 1998       |
| Sacha, Ondine et Pierre rencontrent une unité d'élite de Caninos policiers. L'unité est surnommé K-9 et elle est dressée par l'agent Caillou. Sacha décide de faire suivre à Pikachu le même entraînement que celui que reçoivent les Caninos. Puis la Team Rocket arrive pour voler les Caninos en déformant la voix de l'agent Caillou pour qu'elle ne puisse plus se faire obéir des Caninos. Heureusement, les Pokémon, même manipulés par la Team Rocket reconnaissent leur véritable maître et attaquent la Team Rocket qui est obligée de fuir. Note : Cet épisode a été décalé à la suite de l'interruption de diffusion due à l'épisode 38 : Voir ci-dessus. |                                       |                                    |                                                             |                       |
| 55 | Le chasseur d'images                  | シャッターチャンスはピカチュウ     | Shattā chansu wa Pikachū                                    | 23 juillet 1998       |
| Sacha, Ondine et Pierre rencontrent Todd, un photographe Pokémon qui s'est vu confier, par un couple de personnes âgées, la mission de capturer Pikachu. Mais, Todd étant un photographe, comprend qu'il doit simplement capturer l'image d'un Pikachu. Les personnes âgées sont en fait Jessie et James déguisés. Finalement, Todd se lie d'amitié avec Sacha, Ondine et Pierre et ils combattent ensemble la Team Rocket. Note : Cet épisode a été décalé à la suite de l'interruption de diffusion due à l'épisode 38 : Voir ci-dessus. |                                       |                                    |                                                             |                       |
| 56 | L'Ultime épreuve                      | ポケモン検定試験！？               | Pokémon kentei shiken!?                                     | 30 juillet 1998       |
| Sur le conseil de Todd, Sacha s'inscrit dans une école dans laquelle on va lui faire passer de multiples épreuves. En cas de réussite, il peut participer au championnat Indigo sans avoir besoin des huit badges. Sacha obtient de très mauvais résultats aux questionnaires écrits. Heureusement, il se débrouille plutôt bien lors du test de combat réel avec des Pokémon au hasard. Mais Sacha abandonne les épreuves, car il préfère voyager et rencontrer les champions d'arènes pour récupérer les badges nécessaires au championnat de la ligue Indigo. Note : Cet épisode a été décalé à la suite de l'interruption de diffusion due à l'épisode 38 : Voir ci-dessus. |                                       |                                    |                                                             |                       |
| 57 | Le secret du centre d'élevage         | 育て屋さんの秘密！                 | Sodateya-san no himitsu!                                    | 6 août 1998           |
| Ondine confie son Psykokwak dans un centre d'élevage Pokémon. Mais lorsqu'elle veut récupérer son Pokémon, le centre est fermé. En pénétrant par l'arrière du bâtiment, Sacha, Ondine et Pierre découvrent que les Pokémon sont mis en cage et envoyés à Giovanni. Le centre est en fait tenu par deux membres d'élite de la Team Rocket : Butch et Cassidy, des rivaux de Jessie et James. C'est lors de cet épisode qu'on apprend que James a un Boustiflor, évolué en Empiflor désormais. Note : Cet épisode a été décalé à la suite de l'interruption de diffusion due à l'épisode 38 : Voir ci-dessus. |                                       |                                    |                                                             |                       |
| 58 | Le champion des devinettes            | 燃えろ！グレンジム !               | Moero! Guren Jimu!                                          | 13 août 1998          |
| Sacha défie le champion de Cramois'île. Il choisit Carapuce, et Auguste choisit Feunard, qui gagne. Sacha utilise Dracaufeu, et Auguste change et utilise Rhinoféros. Rhinoféros gagne parce que Dracaufeu ne veut pas combattre. Sacha choisit Pikachu et Rhinoféros est K.O. Auguste envoie Magmar, Pikachu ne peut rien faire, il finit K.O. |                                       |                                    |                                                             |                       |
| 59 | Panique volcanique                    | 決戦！グレンジム！                 | Kessen! Guren Jimu!                                         | 20 août 1998          |
| Sacha affronte Auguste en un contre un. Sacha utilise Dracaufeu et Auguste utilise Magmar. Grâce à une attaque Frappe Atlas de Dracaufeu, Sacha gagne son septième badge. |                                       |                                    |                                                             |                       |
| 60 | L'île des Pokémon tortues             | カメックスの島                     | Kamekkusu no shima                                          | 27 août 1998          |
| Sacha, Ondine et Pierre ratent le ferry pour partir de Cramois'île. Ils rencontrent un Carabaffe qui les mène vers une île sur laquelle ils découvrent des Carabaffe et un Tortank endormis. En fait, Rondoudou s'est coincé dans le canon du Tortank. Après quelques péripéties avec la Team Rocket, Sacha et ses amis réussissent à extraire Rondoudou du Tortank. Ils repartent ensuite vers l'arène de Jadielle afin de compléter les badges de Sacha. |                                       |                                    |                                                             |                       |
| 61 | La sirène magique                     | ハナダジム！水中の戦い！           | Hanada Jimu! Suichu no tatakai!                             | 3 septembre 1998      |
| Sacha, Ondine et Pierre, toujours en route vers Jadielle passent par Azuria. Dans l'arène aquatique, les sœurs d'Ondine lui demandent de participer au prochain spectacle aquatique, dans lequel elle jouera le rôle d'une princesse. Mais durant le spectacle, la Team Rocket attaque et Sacha et Pierre sont obligés d'intervenir. Finalement, l'Otaria d'une des sœurs évolue en Lamantine et terrasse la Team Rocket. |                                       |                                    |                                                             |                       |
| 62 | Les envahisseurs                      | ピッピVSプリン                     | Pippi VS Purin                                              | 10 septembre 1998     |
| Des Mélofée volent de nombreux objets partout dans la ville. Sacha et ses amis découvrent que ces objets servent à réparer leur vaisseau spatial. |                                       |                                    |                                                             |                       |
| 63 | L'arène Team Rocket                   | トキワジム！最後のバッジ！         | Tokiwa Jimu! Saigo no Bajji!                                | 17 septembre 1998     |
| Après la défaite de Régis face à Giovanni, le chef de la Team Rocket, Sacha combat Jessie et James et parvient finalement à avoir son badge Terre. |                                       |                                    |                                                             |                       |
| 64 | Quel cirque!                          | ポケモンサーカスのバリヤード       | Pokémon sākasu no Bariyādo                                  | 24 septembre 1998     |
| Revenu au Bourg-Palette, Sacha et ses amis rencontrent un Mr. Mime sauvage, mais celui-ci s'enfuit avant que Sacha puisse l'attraper. Ils rencontrent ensuite la propriétaire d'un cirque qui voudrait remplacer son Mr. Mime, car celui-ci ne veut plus faire de spectacle. Elle demande à Sacha de remplacer Mr. Mime en se déguisant en celui-ci. Mais durant la représentation, la Team Rocket capture le faux Mr. Mime. |                                       |                                    |                                                             |                       |
| SP1 | Des joujoux par milliers              | ルージュラのクリスマス             | Rūjura no Kurisumasu                                        | 5 octobre 1998        |
| La Team Rocket enlève le père Noël et ses Lippoutou pour Jessie, car elle n'a jamais eu de cadeaux de Noël. Sacha le délivre. Note : Cet épisode a été décalé à la suite de l'interruption de diffusion due à l'épisode 38 : Voir ci-dessus. Il est compté au Japon comme un épisode spécial. |                                       |                                    |                                                             |                       |
| SP2 | Tempête de neige                      | イワークでビバーク                 | Iwāku de Bibāku                                             | 5 octobre 1998        |
| Sacha et ses amis doivent affronter une tempête de neige pour pouvoir aller dans une autre ville. Note : Cet épisode a été décalé à la suite de l'interruption de diffusion due à l'épisode 38 : Voir ci-dessus. Il est compté au Japon comme un épisode spécial. Il était prévu que cet épisode soit suivi d'une émission spéciale d'une heure et demie résumant les épisodes précédents, mais à la suite de l'interruption de diffusion après l'épisode 38, le clip-show a été annulé car l'épisode n'a pas été diffusé dans l'ordre prévu. |                                       |                                    |                                                             |                       |
| 65 | Règlement de comptes à Poké-Corral    | ライバル対決！オーキド研究所       | Raibaru taiketsu! Ōkido kenkyūjo                            | 8 octobre 1998        |
| Sacha et ses amis sont à Bourg-Palette et rendent visite au Professeur Chen. Celui-ci reçoit aussi son petit-fils Régis et les informe de la date et du lieu du championnat de la ligue Pokémon. Mewtwo s'échappe du QG de la Team Rocket et de son chef Giovanni. La Team Rocket tente de s'emparer de Pikachu, mais échoue. |                                       |                                    |                                                             |                       |
| 66 | Le mystère de l'évolution             | ヤドンがヤドランになる時           | Yadon ga Yadoran ni naru toki                               | 15 octobre 1998       |
| Sacha, Ondine et Pierre se rendent sur l'ile d'Ecume afin d'aider le Professeur Chen à découvrir le mystère de l'évolution des Ramoloss en Flagadoss. Sur l'île, un autre professeur, le professeur Westhood, étudie lui aussi ce mystère et ensemble ils arrivent à comprendre pourquoi les Ramoloss et les Kokiyas s'unissent pour former un Flagadoss. |                                       |                                    |                                                             |                       |
| 67 | Le Pi-Kahuna                          | 波乗りピカチュウの伝説             | Naminori Pikachū no densetsu                                | 22 octobre 1998       |
| Sacha, durant son entraînement pour la ligue Pokémon, découvre un spot de surf où doit arriver une vague mythique, il y rencontre Victor, un surfeur expérimenté et son Pikachu qui rêvent de surfer la vague mythique et ainsi réitérer l'exploit de son idole de jeunesse, Yann. La Team Rocket, en tentant de voler les deux Pikachu, permet à Victor de se trouver en mer au moment où la vague tant attendue arrive, Victor réussit ainsi son rêve. |                                       |                                    |                                                             |                       |
| 68 | Talent caché                          | 植物園のクサイハナ                 | Shokubutsuen no Kusaihana                                   | 29 octobre 1998       |
| Sacha, Ondine et Pierre doivent aller chercher de l'engrais à la pépinière Xanadu près du Bourg-Palette. Ils rencontrent la propriétaire de la pépinière Florinda. Celle-ci a un Ortide qu'elle a échoué à faire évoluer avec une Pierre Plante. Florinda veut vendre la pépinière et se sent incapable de s'occuper correctement de son Pokémon. Mais le Professeur Chen, qui passait par là, découvre que la Pierre Plante est en réalité fausse. En effet, la Team Rocket lui a vendu une fausse Pierre Plante. Sacha et ses amis décident de combattre la Team Rocket, mais ils sont figés par une balle paralysante créé avec des plantes de la pépinière, et seule l'Ortide de Florinda peut combattre. Elle réussit finalement à les terrasser grâce à Florinda qui reprend confiance en elle et décide de garder la pépinière.                                           |                                       |                                    |                                                             |                       |
| 69 | Lumière ! Moteur ! Action !           | ポケモン・ザ・ムービー！           | Pokémon za Mūbī!                                            | 5 novembre 1998       |
| Sacha et ses amis s'entraînent pour la ligue Pokémon. Ils rencontrent une dresseuse nommée Catherine et, pendant leur combat, le réalisateur de films Clevens Spielbong intervient. Celui-ci veut tourner un film sur une histoire d'amour entre sa star, un Grodoudou et un autre Pokémon. Un casting est organisé et c'est finalement le Psykokwak d'Ondine qui est choisi. Lors du tournage, la Team Rocket, dégoûtée de ne pas avoir été choisie, décide de saboter le film en volant tous les Pokémon acteurs. Grâce au Psykokwak d'Ondine, leur projet échoue et le film est un succès. |                                       |                                    |                                                             |                       |
| 70 | Hollywood, nous voilà!                | ニャースのあいうえお               | Nyāsu no aiueo                                              | 12 novembre 1998      |
| Sacha et ses amis sont invités à l'avant-première du nouveau film de Clevens Spielbong à Hollywood. La Team Rocket les suit et la ville fait resurgir des souvenirs à Miaouss. On apprend ainsi son passé, pourquoi il parle et se comporte comme un humain. |                                       |                                    |                                                             |                       |
| 71 | Le secret                             | 四天王シバ登場！                   | Shitennō Shiba tōjō!                                        | 19 novembre 1998      |
| Sacha et Pierre rêvent de rencontrer Aldo, l'un des meilleurs dresseurs Pokémon de la ligue Pokémon. Ils se rendent au mont Cachetou, afin de le rencontrer et découvrir ses secrets. Aldo leur explique qu'il n'y pas de secret particulier et leur conseille de s'entraîner. En redescendant du mont Cachetou, ils rencontrent la Team Rocket, prise à partie par un Onix géant, celui qu'Aldo souhaite capturer. Ils tentent de le maîtriser, mais en vain. Cependant, Aldo arrive et combat contre l'Onix sans ses Pokémon. Au cours du combat, Aldo se rend compte que cet Onix souffre. En effet, il découvre un Sablaireau coincé entre ses anneaux. Plein de gratitude, l'Onix géant accepte de se faire capturer par Aldo. Aldo apprend à Sacha et ses amis que le seul secret à connaître, c'est que les humains et les Pokémon doivent vivre ensemble dans le monde.  |                                       |                                    |                                                             |                       |
| 72 | Le mystère enfoui de Pokémonpolis     | 激突！超古代ポケモン               | Gekitō! Chō kodai Pokémon                                   | 26 novembre 1998      |
| Sacha et ses amis tombent sur un temple antique, lors de leur entraînement. Ce temple renferme un artefact, mais ils découvrent que cet objet est possédé par un Ectoplasma et un Alakazam géant qui passent leur temps à se battre. Heureusement, un Rondoudou géant apparaît et endort les deux adversaires et sauve tout le monde. |                                       |                                    |                                                             |                       |
| 73 | Tombés sur un os                      | ガラガラの骨棍棒                   | Garagara no Hone konbō                                      | 3 décembre 1998       |
| Sacha et ses amis se dirigent à présent vers le plateau Indigo. En chemin, ils rencontrent un autre dresseur accompagné d'un Ossatueur. Ce dresseur est malheureux, car il vient de se faire voler ses badges Pokémon par la Team Rocket. Sacha décide donc de l'aider à les récupérer et affronte la Team Rocket. |                                       |                                    |                                                             |                       |
| 74 | La Team Rocket met le feu             | ファイヤー！ポケモンリーグ開会式！ | Faiyā! Pokémon Rīgu kaikaishiki!                            | 10 décembre 1998      |
| Sacha et ses amis se dirigent vers le plateau Indigo et croisent le porteur de la flamme Pokémon. Après discussion avec le président de la ligue Pokémon, Sacha et ses amis portent eux-aussi la flamme Pokémon le long du parcours, flamme dont l'origine est Sulfura, un Pokémon mythique. Au moment de la cérémonie dans le stade, la Team Rocket tente de s'emparer de la flamme de Sulfura. Heureusement, Sulfura se matérialise et terrasse la Team Rocket. La cérémonie d'ouverture peut avoir lieu. |                                       |                                    |                                                             |                       |
| 75 | Ligue Pokémon, 1er tour               | ポケモンリーグ開幕！水のフィールド | Pokémon Rīgu kaimaku! Mizu no Fīrudo!                       | 17 décembre 1998      |
| Sacha entame son premier match contre Marc l'Epoustouflant, un des favoris de la ligue Pokémon. Ce dernier perd le match grâce au Krabby de Sacha qui évolue pendant le match en Krabboss et élimine coup sur coup les 3 Pokémon de Marc. |                                       |                                    |                                                             |                       |
| 76 | Le feu et la glace                    | 氷のフィールド！炎の戦い！         | Kōri no Fīrudo! Honō no tatakai!                            | 24 décembre 1998      |
| Sacha gagne son deuxième et son troisième match. Le deuxième grâce à Carapuce sur le terrain roche contre un Nidorino, et le troisième match grâce à Pikachu contre l'Arcanin d'Eric. |                                       |                                    |                                                             |                       |
| 77 | 4e tour décisif                       | 草のフィールド！意外な強敵！       | Kusa no Fīrudo! Igai na kyōteki!                            | 1er janvier 1999      |
| On arrive au 4e tour. Régis perd son match et est éliminé de la ligue Pokémon. Sacha gagne finalement son match après avoir perdu deux de ses Pokémon durant le combat et c'est grâce à son Grotadmorv qu'il gagne son 4e match. Note : Cet épisode a été suivi au Japon d'une émission spéciale de deux heures résumant les épisodes précédents. Celle-ci n'a pas été conservée lors de la diffusion internationale. |                                       |                                    |                                                             |                       |
| 78 | Un nouvel ami                         | ライバル登場！                     | Raibaru tōjō!                                               | 7 janvier 1999        |
| Sacha se fait un nouvel ami nommé Richie et tous deux battent la Team Rocket durement, parce qu'ils avaient volé tous les Pokémon. |                                       |                                    |                                                             |                       |
| 79 | Amis ou ennemis?                      | セキエイスタジアム！VSヒロシ！     | Sekiei Sutajiamu! VS Hiroshi!                               | 14 janvier 1999       |
| Sacha doit affronter Richie, mais arrive en retard à cause de la Team Rocket. Sacha choisit Carapuce et Richie choisit Papilusion. Papilusion gagne. Sacha met Pikachu qui bat Papilusion, mais perd contre le Salamèche de Richie. Il ne reste plus qu'un Pokémon pour Sacha et c'est Dracaufeu. Dracaufeu bat le Salamèche de Richie, mais dort contre le Pikachu de Richie. Sacha est éliminé de la ligue Pokémon. |                                       |                                    |                                                             |                       |
| 80 | Amis malgré tout                      | ポケモンリーグ！最後の戦い！       | Pokemon Rīgu! Saigo no tatakai!                             | 21 janvier 1999       |
| Après la victoire de Richie face à Sacha en huitième de finale, c'est au tour d'Assunta de l'affronter pour les quarts. On ne voit pas le début du match, mais on peut voir les Pokémon des dresseurs défiler. Finalement, la manche finale oppose Sparky à Herbizarre. Le Pikachu de Richie est pris de vitesse. L'Herbizarre d'Assunta parvient même à éviter l'attaque Éclair et utilise l'attaque Lance-Soleil sur Sparky. Attaque fatale : le Pikachu de Richie est K.O. et Richie est éliminé à son tour. Contrairement à Sacha, il ne s'apitoie pas sur son sort et dit qu'on apprend beaucoup de ses défaites. Le soir-même, la finale qu'on n'a pas vue a eu lieu, et les trois meilleurs dresseurs sont sur le podium. Même Assunta n'a pas gagné cette ligue Indigo.                                                                                                  |                                       |                                    |                                                             |                       |
| 81 | Alerte au Bourg-Palette               | マサラタウン！新たなる旅立ち       | Masara Taun! Arata-naru tabidachi                           | 28 janvier 1999       |
| Au Bourg-Palette, c'est la fête ! Une fête dédiée à Sacha pour être dans le Top 16 de la Ligue Pokémon. La Team Rocket s'empare de Pikachu. Avec l'aide de Dracaufeu, Pikachu est libéré. Mais la Team Rocket tombe dans le nid d'un Piafabec. Leur chef, un Rapasdepic qui est le Piafabec que Sacha a rencontré le jour de son départ et qui a évolué, s'en prend à une tribu de Roucool et de Roucoups. Sacha, grâce à Roucoups qui évolue en Roucarnage, réussit à éloigner le Rapasdepic. Puis Sacha décide de laisser Roucarnage à la tribu de Roucool et de Roucoups. |                                       |                                    |                                                             |                       |

### Les îles Orange
| No | Titre français                          | Titre japonais                         | Titre japonais                         | Date de 1re diffusion |
| No | Titre français                          | Kanji                                  | Rōmaji                                 | Date de 1re diffusion |
| --- | --------------------------------------- | -------------------------------------- | -------------------------------------- | --------------------- |
| 82 | Y a-t-il un pilote dans le dirigeable ? | 飛行船は不幸船！？                     | Hikōsen wa fukōsen!?                   | 4 février 1999        |
| Sacha, Ondine et Pierre cherchent un moyen d'aller sur l'île de Valencia afin de récupérer une mystérieuse Pokéball. Pierre dit qu'une journée en dirigeable suffit pour atteindre l'île. Ils arrivent dans un magasin où des vendeurs organisent un jeu dont le prix est un voyage en dirigeable vers l'île Valencia. Sacha gagne le jeu. Il arrive près du dirigeable ou trois mécanistes disent qu'il est hanté. Ils montent, Rondoudou et la Team Rocket aussi. Mais soudain, ils se demandent qui pilote le dirigeable. Ils ouvrent la cabine de pilotage. Il n'y a pas de pilote. James prend les commandes. Mais le dirigeable se dirige vers un orage. Une deuxième catastrophe arrive : Togepi a disparu. Ils le retrouvent. Le dirigeable se pose en catastrophe sur l'île de Valencia. |                                         |                                        |                                        |                       |
| 83 | Le danger Pokéball                      | 南国ポケモンとGSボール                 | Nangoku Pokemon to GS Bōru             | 11 février 1999       |
| Sacha et ses amis sont donc arrivés sur Valencia et se mettent en route pour trouver le Professeur Flora. Arrivés au laboratoire, ils ne trouvent personne. Trois filles les emmènent auprès du Professeur Flora qui joue avec des Pokémon Eau. Le Professeur montre une étrange Pokéball : c'est une GS Ball. Sacha avertit le Professeur Chen. La Team Rocket décide de réparer le dirigeable. Flora montre à Sacha, Pierre et Ondine comment elle s'occupe des Pokémon sauvages. Le lendemain, Flora et Pierre regardent des Rafflesia utiliser Para-Spore. Un Rattata se fait toucher et Flora tente de le sauver mais elle se fait paralyser elle aussi. Le lendemain, ils sont guéris. Pierre décide de rester pour approfondir ses talents d'éleveur. Sacha et Ondine trouvent un dirigeable flambant neuf. Ils montent à bord et on les emprisonne. Soudain Rondoudou se met à chanter et tout le monde dort et le dirigeable n'a pas de pilote. |                                         |                                        |                                        |                       |
| 84 | Pokémon en détresse                     | ラプラスを助けろ！                     | Rapurasu o tasukero!                   | 18 février 1999       |
| Sacha et Ondine se réveillent et sortent du dirigeable puis découvrent qu'ils sont dans la jungle. Mais ils découvrent très vite qu'ils sont en fait dans le parc touristique de Gélatine. Puis, sur la plage, ils s'aperçoivent que trois voyous embêtent un Lokhlass. Sacha décide de faire un combat contre eux. Les 3 voyous perdent et s'en vont. Soudain un jeune homme qui s'appelle Jacky examine le Lokhlass qui n'est qu'un bébé et demande à Sacha de chercher des médicaments. Sacha essaye de lui donner des médicaments mais il refuse. L'infirmière Joëlle dit que Lokhlass ne supporte pas la présence humaine. Jacky explique à Ondine et Sacha qu'il est observateur Pokémon. Il dit à Sacha qu'il faut quatre badges pour la Ligue Orange. La Team Rocket s'empare de Lokhlass. Après un combat acharné, Lokhlass est libre et devient le Pokémon de Sacha. Ils se mettent en route vers l'île Dame-Blanche, le lieu de la première arène. |                                         |                                        |                                        |                       |
| 85 | Un match très serré                     | オレンジリーグ！ナツカンジム！         | Orenji Rīgu! Natsukan Jimu!            | 25 février 1999       |
| Sacha, Ondine et Jacky sont en route pour l'arène de l'île de la Dame-Blanche, où se trouve la première arène de la Ligue Orange. Jessie, James et Miaouss les suivent discrètement à bord de leur sous-marin Magicarpe mais des algues ont vite fait de les arrêter. Sacha et ses amis arrivent sur l'île, font un petit détour vers le Centre Pokémon, puis se dirigent vers l'arène. Sur le chemin, Sacha ramasse une noix de coco et reçoit un seau d'eau ! Une farce d'un garçon. Sa grande sœur Cissy, arrive et il se trouve qu'elle est la championne de l'arène ! Plus tard, dans l'arène, elle explique à Sacha que les règles ne sont pas les mêmes qu'à Kanto ! Dans cette arène, le vainqueur est celui qui aura remporté le plus d'épreuves ! Elle appelle son Hypocéan et montre à Sacha à quel point il est fort. Mais Sacha n'est pas convaincu et envoie Carapuce : première épreuve : faire tomber le plus de canettes et il y a égalité. Deuxième épreuve : réussir à tirer sur des cibles en l'air ! Et là aussi, c'est l'égalité ! La seule épreuve pour départager les 2 dresseurs, c'est une course : un aller-retour ! Sacha prend Lokhlass et Cissy prend Tortank. Mais la Team Rocket arrive et vole Tortank. Cependant, avec une facilité déconcertante, Tortank se libère. La course continue et c'est Lokhlass qui gagne. Sacha gagne le badge Œil-de-Corail, le 1er badge de la Ligue Orange. |                                         |                                        |                                        |                       |
| 86 | Pikachu se révolte                      | 消えたポケモン達の謎！                 | Kieta Pokemon-tachi no nazo!           | 4 mars 1999           |
| Le groupe est en route vers l'île Mandarine sur le dos de Lokhlass quand ils font une escale sur une petite île pour se reposer. Alors qu'ils sont sur le port, ils voient des Pokémon attaquer leurs propres entraîneurs sans que personne comprenne pourquoi... Soudainement, Pikachu se retourne vers Sacha avec des yeux rouges, et Togepi aussi. Sacha tente de le récupérer mais 4 Magneti l'électrocutent et un Voltorbe arrive pour s'autodétruire. Tous les Pokémon ont disparu. Officier Jenny arrive pour prendre compte de la situation. Au commissariat, le Professeur Chen explique à Sacha par visiophone que cet événement est sûrement dû à une force extérieure. Jenny explique que c'est probablement une force psychique car son Fantominus n'est pas influencé. Sur l'île, la Team Rocket se promenait dans la rue, quand soudain Miaouss lui aussi se fait posséder. Il se dirige alors vers un bâtiment avec une grosse antenne sur le toit. La Team Rocket le suit, et se trouve nez à nez avec Butch et Cassidy : leurs rivaux de toujours. Jessie et James envoient tous leurs Pokémon, c'est-à-dire Smogogo, Arbok, Empiflor et Excelangue, mais ils se font tous posséder. Butch et Cassidy expliquent que grâce à leur Soporifik connecté à des appareils, ils peuvent contrôler n'importe quel Pokémon. Jessie et James vont au commissariat pour porter plainte. Sacha parvient à les convaincre de se joindre au gang pour récupérer leurs Pokémon. Sacha et ses amis rentrent dans le bâtiment après une diversion de la Team Rocket. Tous les Pokémon retrouvent leurs dresseurs. |                                         |                                        |                                        |                       |
| 87 | L'Onix de Cristal                       | クリスタルのイワーク                   | Kurisutaru no Iwāku                    | 11 mars 1999          |
| Nos héros sont sur le dos de Lokhlass, naviguant vers la prochaine île. Ils remarquent une bouteille dans l'eau avec à l'intérieur un message disant : « Si vous savez quelque chose sur l'Onix de cristal, je vous en prie, faites le moi savoir, signé Marisa sur l'île Feusoleil ». Nos héros arrivent sur l'île et voient une petite fille en train de se faire gronder par un marchand. Ils demandent ce qui se passe à la jeune fille qui s'appelle Marisa. Celle-ci explique que son frère Matéo n'arrive pas à sculpter des Pokémon et que par conséquent, il n'arrive pas à suivre la voie de son père, qui lui, y arrivait. Matéo explique que son père arrive à sculpter les Pokémon car un jour, il a vu l'Onix de cristal et après ça, il était toujours inspiré. Ils partent. Grâce à Marill, ils trouvent une grotte et voient l'Onix de cristal émergeant des flots. Ils essayent de le capturer mais sans aucun succès. Malgré tout, après une attaque de Reptincel, l'Onix se met à briller et Matéo trouve l'inspiration. |                                         |                                        |                                        |                       |
| 88 | La vie en rose                          | ピンクのポケモン島                     | Pinku no Pokemon jima                  | 18 mars 1999          |
| Sur Lokhlass, Ondine et Jacky se demandent pourquoi Togepi n'a toujours pas appris d'attaque (du peu qu'ils savent). Un ouragan surgit alors et les fait échouer sur une île. Jacky explique qu'ils sont sur l'île Guimauve qui n'a jamais été explorée, car elle est entourée de falaises, et des typhons sillonnent autour. Il pense que sur cette île se trouvent des Pokémon que personne n'a jamais vu. Ils escaladent la falaise et voient un Rhinoféros rose. Une couleur bizarre. Le Rhinoféros se met en colère et charge. Grâce à Togepi et son attaque Métronome, nos amis se téléportent quelques mètres plus loin. Mais Rhinoféros est tombé de la falaise et est coincé dans le sable. Grâce à l'aide de l'agent Jenny, Rhinoféros est sain et sauf. Au commissariat de l'île, l'agent Jenny explique que l'île Guimauve est une réserve Pokémon. Sacha téléphone au Professeur Chen. Soudain l'alarme retentit. La Team Rocket a capturé un Nidoking rose. Mais il se libère et envoie la Team Rocket vers d'autres cieux. Nidoking est furieux et s'en prend à Sacha et ses amis. Il attaque avec Ultralaser et Togepi les téléporte. Plus tard, grâce à l'agent Jenny, Nidoking se calme. Et Sacha, Ondine et Jackie partent pour de nouvelles aventures. |                                         |                                        |                                        |                       |
| 89 | Pas si fossile que ça                   | カブトの化石の秘密！                   | Kabuto no kaseki no himitsu!           | 25 mars 1999          |
| Sacha et ses amis continuent leur route tranquillement lorsque des bateaux foncent vers l'île. Sacha et ses amis les suivent et se retrouvent sur l'île, où des journalistes sont en train de parler de Kabuto, un Pokémon fossile. Une expédition semble avoir lieu et l'infirmière Joëlle en fait partie. Les fouilles commencent. La Team Rocket s'empare des fossiles qui, au clair de lune, reprennent vie. L'île s'effondre et coule. Les habitants quittent l'île sur un radeau et tout le monde est sain et sauf. |                                         |                                        |                                        |                       |
| 90 | Un combat théâtral                      | 踊る！ポケモンショーボート！           | Odoru! Pokemon Shōbōto!                | 1er avril 1999        |
| Sacha et ses amis aperçoivent sur l'île un bateau spectacle de Pokémon qui parlent. Ils montent à bord du bateau et, à la fin de la représentation, grâce à Togepi un peu trop curieux, Sacha et ses amis se rendent compte que ce sont des hommes qui parlent en étant synchronisés avec les Pokémon. Ils rencontrent en même temps une jeune femme, Nora, qui a un problème avec son Raichu. Dès qu'elle s'approche de lui, il émet des éclairs. Sacha décide d'aider Nora et de rester à bord du bateau. Nora explique à Sacha que, lors de sa première rencontre avec Raichu, elle l'a serré dans ses bras et a eu peur lorsque Raichu a émis un éclair « de ravissement ». Nora exprime sa volonté de vouloir être dresseuse de Raichu. La Team Rocket intervient en lançant des torpilles sur le bateau. Sacha, ses amis, et la troupe du bateau se retrouvent ligotés pendant que la Team Rocket va chercher les Pokémon de la tournée. Les prisonniers arrivent à se libérer puis, après un combat, à chasser la Team Rocket. Nora accourt vers Raichu, le serre dans ses bras, celui-ci lance un éclair, mais Nora le garde contre lui et lui dit qu'elle n'a plus peur de lui. Raichu montre alors qu'il est très heureux. Pour le spectacle suivant, le bateau accoste. Seul problème, la fumée du Smogogo de la Team Rocket a abîmé la voix d'un des hommes du spectacle. Nora le remplace donc avec Raichu. À la suite de cette réussite, les amis reprennent leur périple. |                                         |                                        |                                        |                       |
| 91 | Rien que de la frime                    | さよならコダック！また来てゴルダック？ | Sayonara Kodakku! Matakite Gorudakku?  | 8 avril 1999          |
| Sacha et ses amis ont décidé de se reposer sur une plage avant de reprendre le chemin du Bourg-Palette. Psykokwak qui faisait la planche dans l'eau disparaît. Avertie par Pikachu, Togepi et Lokhlass, Ondine commence à lancer des recherches pour retrouver son Pokémon. D'ailleurs Jacky ne manque pas de faire remarquer qu'Ondine tient à lui malgré les apparences. Une dresseuse possédant un Tentacruel et se reposant près de là trouve Psykokwak et le ramène à Ondine. Elle lui montre que son Psykokwak a la queue qui brille, ce qui, selon elle, signifie qu'il va évoluer. Elle se présente : c'est Marina, une dresseuse spécialisée en Pokémon aquatique, comme Ondine. Ces deux passionnées commencent à bavarder ensemble, ce qui blasent Sacha et Jacky. Au cours de la conversation, Marina fait remarquer à Ondine que son Psykokwak ne sait pas nager. À la suite de cela, elle propose un combat. Récapitulatif du combat : 1re phase : Tentacruel de Marina vs Poissirène d'Ondine : victoire Tentacruel, 2e phase : Tentacruel de Marina vs Stari d'Ondine : victoire Stari, 3e phase : Psykokwak de Marina vs Stari d'Ondine : victoire Psykokwak Ondine veut envoyer Psykokwak, mais ne trouve pas la Pokéball. Sacha envoie à Ondine son sac, qui tombe dans l'eau, et avec son sac ressort un Akwakwak. Hélas, la Team Rocket arrive et capture le Tentacruel et le Psykokwak de Marina. Akwakwak et le Staross de Marina vont à leur rescousse. Miaouss accepte de céder les deux Pokémon de Marina contre Pikachu. Un combat contre la Team Rocket s'amorce. Akwakwak intervient et leur règle leur compte avec un puissant ultralaser. Ondine et Marina finissent leur combat, avec Akwakwak d'Ondine contre Staross de Marina. Akwakwak gagne et Ondine lui propose de rentrer dans sa Pokéball, mais il sort de la Pokéball Psykokwak qui était en train de se reposer. Akwakwak part en voyant 3 jeunes filles se balader. Marina explique à Ondine, déçue, qu'elle a au moins le mérite d'être une grande dresseuse Pokémon de Type Eau. La bande de Sacha repart et continue son voyage. |                                         |                                        |                                        |                       |
| 92 | La bonne âme des îles Oranges           | セイリングジョーイ！荒波を越えて！     | Seiringu Jōi! Aranami o koete!         | 15 avril 1999         |
| En voyage sur la mer, nos amis aperçoivent une infirmière, Joëlle, super en forme et musclée. Pas étonnant puisqu'elle doit constamment voyager entre les îles pour soigner les Pokémon. Elle possède un énorme Magicarpe qui, plus tard, évoluera en Léviator pour aider nos amis à se débarrasser de la Team Rocket. |                                         |                                        |                                        |                       |
| 93 | De la montagne à la mer                 | ネーブルジム！雪山の戦い！             | Nēburu Jimu! Yuki yama no tatakai!     | 22 avril 1999         |
| Après une série d'épreuves, qui finit par une course acharnée sur une luge en glace, Sacha réussit et remporte le badge Rubis des mers ! |                                         |                                        |                                        |                       |
| 94 | Aventure vitaminée                      | 大食いカビゴン！大パニック！           | Ōgui Kabigon! Dai Panikku!             | 29 avril 1999         |
| Sacha réussit à capturer un Ronflex, sauvant ainsi les récoltes. |                                         |                                        |                                        |                       |
| 95 | Le bateau fantôme                       | 幽霊船と幽霊ポケモン！                 | Yūreisen to yūrei Pokémon!             | 6 mai 1999            |
| Un trophée de la ligue Orange est trouvé aux abords d'une épave. Elle est alors exposée, mais malheureusement elle sera volée par la Team Rocket. Celle-ci va aller le cacher dans le navire, mais ce dernier est hanté par Fantominus et Spectrum, qui veulent récupérer le trophée que leur maître a gagné il y a trois cents ans. Sacha et ses amis réussissent à les arrêter et le navire s'envole au loin. |                                         |                                        |                                        |                       |
| 96 | Le jour de paye                         | おニャース様の島！？                   | O-Nyāsu-sama no shima!?                | 13 mai 1999           |
| Miaouss atterrit sur une île où il est vénéré telle une divinité. C'est ainsi qu'il va renier Jessie et James. Cependant, les habitants veulent que Miaouss lance l'attaque Jackpot. Miaouss, incapable de lancer une telle attaque, finit par retrouver ses anciens amis. |                                         |                                        |                                        |                       |
| 97 | Histoire de bébêtes                     | ストライク戦士の誇り                   | Sutoraiku Senshi no hokori             | 20 mai 1999           |
| Lors de leur périple, Sacha et ses amis tombent sur un Insécateur blessé. Jacky décide donc de le capturer, pour ensuite l'emmener dans un Centre Pokémon. |                                         |                                        |                                        |                       |
| 98 | Des vacances de rêve                    | 南の島だよ！全員集合！                 | Minami no shima da yo! Zenin shūgō!    | 27 mai 1999           |
| Vacances pour nos amis !!! Rivalité entre Dracaufeu et Insécateur… |                                         |                                        |                                        |                       |
| 99 | Sirena sur l'île Mandarine              | 四天王カンナ！氷の戦い！！             | Shitennō Kanna! Kōri no tatakai!!      | 3 juin 1999           |
| Sacha remporte son deuxième match de la ligue Orange. Trop sûr de lui, il perd son match contre Sirena, une grande dresseuse. |                                         |                                        |                                        |                       |
| 100 | Amour rime avec toujours                | ニドランの恋物語                       | Nidoran no koimonogatari               | 10 juin 1999          |
| Deux dresseurs de Nidoran n'arrivent pas à se supporter et ne cessent de séparer leurs deux Pokémon, qui pourtant s'aiment. C'est en vainquant la Team Rocket qu'ils réalisent qu'ils combattaient très bien ensemble et cessent leur dispute. |                                         |                                        |                                        |                       |
| 101 | Les bons, les brutes et les Pokémon     | 大平原のコイル達！                     | Dai heigen no Koiru-tachi!             | 17 juin 1999          |
| Sacha et ses amis aident un dresseur de Magneti à les conduire jusqu'à la ville pour rétablir le courant. |                                         |                                        |                                        |                       |
| 102 | La menace mystérieuse                   | 地下道の怪物！？                       | Chikadō no kaibutsu!?                  | 24 juin 1999          |
| Un monstre menace les citoyens. Nos amis découvrent qu'il s'agit finalement d'un Bulbizarre abandonné par le maire. |                                         |                                        |                                        |                       |
| 103 | Coup de foudre sous le soleil           | ユズジム！タイプバトル！3VS3！！       | Yuzu Jimu! Taipu Batoru! 3 VS 3!!      | 1er juillet 1999      |
| Sacha remporte son troisième badge. |                                         |                                        |                                        |                       |
| 104 | Unis à la vie à la mort                 | ピカチュウVSニャース！？               | Pikachū VS Nyāsu!?                     | 15 juillet 1999       |
| La Team Rocket réussit à capturer Pikachu et décide de l'attacher à Miaouss. Ceux-ci se perdent et sont livrés à eux-mêmes. Lorsqu'ils sont finalement séparés, Miaouss regrette même de retourner avec James et Jessie. |                                         |                                        |                                        |                       |
| 105 | Tout feu, tout flamme                   | リザードン！君に決めた！！             | Rizādon! Kimi ni kimeta!!              | 22 juillet 1999       |
| Dracaufeu se retrouve sérieusement blessé à la suite d'un match. Grâce à la persévérance de Sacha à le soigner, il finit par se décider à lui obéir. |                                         |                                        |                                        |                       |
| 106 | La guerre aquatique Pokémon             | 火消し対決！ゼニガメVSカメール         | Hikeshi taiketsu! Zenigame vs. Kamēr   | 29 juillet 1999       |
| Carapuce aide les Carabaffe à sauver un garçon d'un immeuble en flammes. |                                         |                                        |                                        |                       |
| 107 | Repas si facile                         | 燃えよ！カビゴン！！                   | Moe yo! Kabigon!!                      | 5 août 1999           |
| Sacha casse la Pokéball de Ronflex. Ses amis doivent alors l'aider à traverser la ville pour pouvoir faire réparer la Pokéball. |                                         |                                        |                                        |                       |
| 108 | Double match Pokémon                    | タッグバトル！最後のジム！！           | Taggu Batoru! Saigo no Jimu!!          | 12 août 1999          |
| Sacha gagne son dernier match de la ligue Orange. |                                         |                                        |                                        |                       |
| 109 | Drôle d'observateur                     | コイキング！進化の秘密！！             | Koikingu! Shinka no himitsu!!          | 19 août 1999          |
| Nos amis rencontrent un observateur de Magicarpes et de leur évolution en Léviator. |                                         |                                        |                                        |                       |
| 110 | Les algues salsifiques                  | ニョロモとカスミ                       | Nyoromo to Kasumi                      | 26 août 1999          |
| Sacha et Jacky sont paralysés par l'attaque de Rafflésia. Ondine part donc à la recherche d'algues salsifiques qui permettront de les soigner. Du côté de la Team Rocket, Jessie est également atteinte et c'est à James et Miaouss de chercher des algues. Ondine capturera un Ptitard. |                                         |                                        |                                        |                       |
| 111 | Bienvenue à Pomelo                      | ウィナーズカップ！フルバトル6VS6！！   | Whināzu Kappu! Furu Batoru 6 VS 6!!    | 2 septembre 1999      |
| Sacha se mesure au champion de la ligue Orange. |                                         |                                        |                                        |                       |
| 112 | Le trophée du vainqueur                 | ファイナルバトル！カイリュー登場！！   | Fainaru Batoru! Kairyū tōjō!!          | 9 septembre 1999      |
| Pikachu réussit à terrasser le Dracolosse du champion et Sacha remporte la victoire ! |                                         |                                        |                                        |                       |
| 113 | Une famille en or                       | さよならラプラス！                     | Sayonara Rapurasu                      | 16 septembre 1999     |
| Lokhlass, le Pokémon de Sacha, retrouve sa famille. |                                         |                                        |                                        |                       |
| 114 | Rassemblement souterrain                | マルマイン大爆破！？                   | Marumain daibakuha!                    | 23 septembre 1999     |
| Sacha et ses amis veulent aider un homme à transporter tous les Electrode et les Voltorbe qui envahissent la ville dans un endroit où ils ne nuiront à personne, rendant ainsi la ville de nouveau habitable. |                                         |                                        |                                        |                       |
| 115 | Le plus lamentable chapiteau du monde   | 帰って来たマサラタウン！               | Kaette kita Masara Taun!               | 30 septembre 1999     |
| Sacha et ses amis sont de retour au Bourg-Palette. Ils y revoient Pierre, qui aide la mère de Sacha. Le nom du professeur Flora est devenu pour lui tabou. |                                         |                                        |                                        |                       |
| 116 | Retour à la rivalité                    | ライバル対決！サトシVSシゲル！！       | Raibaru taiketsu! Satoshi VS Shigeru!! | 7 octobre 1999        |
| Sacha défie Régis, mais il perd. |                                         |                                        |                                        |                       |

### Voyage à Johto
| No | Titre français                      | Titre japonais                             | Titre japonais                                    | Date de 1re diffusion |
| No | Titre français                      | Kanji                                      | Rōmaji                                            | Date de 1re diffusion |
| --- | ----------------------------------- | ------------------------------------------ | ------------------------------------------------- | --------------------- |
| 117 | Le crime ne paie pas                | ワカバタウン！始まりを告げる風が吹く町！   | Wakaba Taun! Hajimari o Tsugeru Kazega Fukumachi! | 14 octobre 1999       |
| En se dirigeant vers Nouvelle-Écorce, Sacha et ses amis sont perdus dans une forêt. Il remarque alors un étrange Pokémon ressemblant au Pokémon légendaire Suicune. |                                     |                                            |                                                   |                       |
| 118 | Leçon de baseball                   | ルーキーのチコリータ！                     | Rūkī no Chikorīta!                                | 21 octobre 1999       |
| Sacha et ses amis rencontrent une jeune fille, fan de baseball, accompagnée par un Germignon. |                                     |                                            |                                                   |                       |
| 119 | Une fin juteuse                     | 激突！ヘラクロスVSカイロス！！             | Gekitō! Herakurosu vs Kairosu!!                   | 28 octobre 1999       |
| Des Scarinos et Scarabutes s'affrontent, causant le dépérissement de la forêt, nos amis doivent trouver la raison de cette dispute (causée par nul autre que la Team Rocket) et alors rétablir la paix. |                                     |                                            |                                                   |                       |
| 120 | Un gisement très convoité           | ドルファンの谷！                           | Dorufan no tani!                                  | 4 novembre 1999       |
| Sacha décide de capturer un Donphan. Mais, alors qu'il allait le faire, une jeune fille intervint pour l'en empêcher. Entre-temps, la Team Rocket réussit à s'en emparer et veut s'en servir pour chercher de l'ambre colorée. |                                     |                                            |                                                   |                       |
| 121 | Des illusions et des confusions     | ホーホーと怪しい森！                       | Hōhō to ayashii mori!                             | 11 novembre 1999      |
| Perdus dans une forêt fantôme, nos héros apprennent de Régis que, pour en sortir, il faut un Hoothoot. C'est alors qu'ils tombent sur une vieille dame qui en loue, mais il ne lui en reste qu'un, et celui-ci n'est pas très obéissant. |                                     |                                            |                                                   |                       |
| 122 | Le pouvoir des fleurs               | キレイハナのバトルダンシング！             | Kireihana no Batoru Danshingu!                    | 18 novembre 1999      |
| Pendant leurs voyages, le trio rencontre un duo de Joliflor dont la dresseuse leur fait faire des spectacles. |                                     |                                            |                                                   |                       |
| 123 | Les filets de la justice            | イトマル！大捜査線！！                     | Itomaru! Dai sōsasen!!                            | 25 novembre 1999      |
| Nos amis arrivent dans une ville où l'agent Jenny utilise des Mimigal pour arrêter les criminels. (Dont la Team Rocket). |                                     |                                            |                                                   |                       |
| 124 | L'argent ne fait pas le bonheur     | ブルーの華麗な生活！？                     | Burū no karei na seikatsu!?                       | 2 décembre 1999       |
| Nos trois amis font la rencontre d'une femme, qui donne trop d'attention à son Snubbull. Le pauvre Pokémon tente de s'enfuir. |                                     |                                            |                                                   |                       |
| 125 | Le tout petit des grands bois       | オドシシ！幻の森！？                       | Odoshishi! Maboroshi no mori!?                    | 9 décembre 1999       |
| Nos héros tombent sur un Cerfrousse seul et semblant égaré. Mais, lorsque Pierre veut l'approcher, ce dernier envoie d'autre Cerfrousse à leur charge. En fait, c'est une illusion que le jeune Pokémon utilise pour éloigner ceux qui l'approche de trop près. Il s'avère qu'il est blessé, alors Pierre bat l'illusion, et le soigne. |                                     |                                            |                                                   |                       |
| 126 | Une nouvelle amitié                 | 意地っ張りのチコリータ！！                 | Ijippari no Chikorīta!!                           | 16 décembre 1999      |
| Sacha tente de capturer un Germignon. Par la suite, il emmène le Germignon au Centre Pokémon, car il est extrêmement blessé. Entre-temps, la Team Rocket veut s'en emparer. |                                     |                                            |                                                   |                       |
| 127 | Rituel annuel                       | ヌオーとGSボール！？                       | Nuō to GS Bōru!?                                  | 23 décembre 1999      |
| Alors qu'ils se reposent près de la rivière, nos héros aperçoivent un Maraiste, qui tente de voler la GS ball. Ondine veut le capturer, mais le combat est interrompu par l'agent Jenny expliquant que c'est interdit. Plus tard, le Maraiste finit par réussir à prendre la GS ball. |                                     |                                            |                                                   |                       |
| 128 | Le coup de sifflet                  | レディバの笛！                             | Rediba no fue!                                    | 1er janvier 2000      |
| Nos amis demandent l'aide d'une fille pour traverser le pont grâce à ses Coxy. Une fois fait, elle leur dit qu'ils servent à polliniser le verger. Plus tard, la Team Rocket tente de s'emparer des Coxy. |                                     |                                            |                                                   |                       |
| 129 | Une amitié indestructible           | ハピナスのハッピーナース！                 | Hapinasu no Happīnāsu!                            | 6 janvier 2000        |
| Très affamés, nos amis décident de faire une halte dans un centre Pokémon. C'est alors qu'un Leuphorie un peu trop serviable s'occupe d'eux, mais ne cesse d'accumuler les gaffes. Entre-temps, alors que nos héros dorment, la Team Rocket tente de voler toutes les caisses de nourriture du centre Pokémon. On apprend que Leuphorie est en réalité un ami de Jessie, et aide la Team Rocket à dérober les caisses. C'est alors que l'infirmière Joëlle, Sacha, Ondine et Pierre viennent aider Leuphorie pour récupérer les caisses de nourriture et, grâce à la colère de Sacha, ils réussissent à récupérer les caisses et se régalent. |                                     |                                            |                                                   |                       |
| 130 | Une jeune pousse à la rescousse     | 大ピンチ！マダツボミの塔！                 | Dai Pinchi! Madatsubomi no tō!                    | 13 janvier 2000       |
| Nos amis passent devant une école où l'institutrice souhaite qu'ils libèrent leurs Pokémon pour divertir les élèves. L'un d'eux décide de capturer Pikachu à tout prix. Il s'empare d'une des Poké-ball de Sacha, se lance à sa poursuite et finit par le capturer, du moins, c'est ce qu'il croit. En réalité, il a capturé un Chetiflor. Mais il ne veut rien savoir de ce Pokémon, qui n'a aucune valeur à ses yeux. Alors qu'il se dispute avec Sacha pour savoir qui va garder Pikachu, la Team Rocket fait des ravages à la tour Chétiflor. C'est en les battant qu'il découvre que son Chetiflor est utile.                            |                                     |                                            |                                                   |                       |
| 131 | L'air contre le feu                 | キキョウジム！大空の戦い！！               | Kikyō Jimu! Ōzora no tatakai!!                    | 20 janvier 2000       |
| Sacha gagne son premier badge de Johto, le badge Zéphir, contre Albert (Type Vol). |                                     |                                            |                                                   |                       |
| 132 | Mélodrames à chaudes larmes         | 泣き虫マリル！                             | Nakimushi Mariru!                                 | 27 janvier 2000       |
| Ondine tente de capturer un Marill, mais loin de se laisser capturer, ce dernier se met à pleurer à en fendre l'âme (ou les tympans x_x). Puis il s'enfuit, Ondine à ses trousses, laissant les autres derrière elle. |                                     |                                            |                                                   |                       |
| 133 | Destruction en tout genre           | 爆走！オタチ＆トゲピー！！                 | Bakusō! Otachi & Togepī!!                         | 3 février 2000        |
| Togepi et son nouvel ami Fouinette sont aux commandes d'une machine conçue par la Team Rocket. Sacha et ses amis (y compris la Team Rocket) tente le tout pour le tout pour arrêter la machine avant qu'elle ne détruise une ville se trouvant sur sa route. |                                     |                                            |                                                   |                       |
| 134 | La séparation                       | リザードンの谷！また会う日まで！！         | Rizādon no tani! Mata au Hi made!!                | 10 février 2000       |
| Sacha entraîne son Dracaufeu en espérant le mettre au niveau de ceux de la vallée dracorifique, sous la direction de Lise, ce qui n'est pas facile. Par la suite, il décide de le laisser seul là-bas pour qu'il s'entraîne. |                                     |                                            |                                                   |                       |
| 135 | Sourira bien qui sourira le dernier | 大パニック！キマワリコンテスト！！         | Dai Panikku! Kimawari Kontesuto!!                 | 17 février 2000       |
| Sacha, Pierre et Ondine rencontrent une femme désirant participer à un concours d'Heliatronc. Malheureusement, il y en a un, qui semble triste. Nos héros vont donc essayer de savoir pourquoi. |                                     |                                            |                                                   |                       |
| 136 | Le Pokémon blues                    | チコリータはご機嫌斜め！                   | Chikorīta wa gokiken naname!?                     | 24 février 2000       |
| Lors d'un match, Germignon refuse de se faire remplacer par Pikachu alors qu'il est en difficulté. Après son match, Sacha se rend au Centre Pokémon où il apprend que son Germignon est jaloux. Pendant la nuit, ce dernier se sauve. |                                     |                                            |                                                   |                       |
| 137 | Vivre de l'air du temps             | ハネッコ跳ねた！大草原の戦い！！           | Hanekko haneta! Daisōgen no tatakai!!             | 2 mars 2000           |
| Sacha et ses compagnons rencontre Maria, une femme prédisant la météo grâce à ses Granivol. Parmi eux, se trouve un Mystherbe qui rêve de pouvoir un jour faire comme eux. |                                     |                                            |                                                   |                       |
| 138 | Un super héros super secret         | 謎のスーパーヒーロー！グライガーマン登場！ | Nazo no Sūpāhīrō! Guraigāman tōjō!!               | 9 mars 2000           |
| Nos amis arrivent dans une ville où un héros appelé Super-Scorplane veille sur les habitants. Mais le véritable métier du héros n'est autre que simple boutiquier. |                                     |                                            |                                                   |                       |
| 139 | De l'électricité dans l'air         | メリープと牧場の少女                       | Merīpu to makiba no shōjo                         | 16 mars 2000          |
| Nos héros atteignent une ferme, où une femme stricte élève des Wattouat avec sa fille. |                                     |                                            |                                                   |                       |
| 140 | Engagé pour combattre               | バトルしょうぜ！ハッサムVSヘラクロス！！   | Batoru Shō ze! Hassamu VS Herakurosu!!            | 23 mars 2000          |
| Nos héros doivent prouver à l'étudiant d'un Dojo que les combats ne sont pas de simple données informatiques que l'on peut prévoir. |                                     |                                            |                                                   |                       |
| 141 | Tout feu tout flamme                | ヒノアラシ！ゲットだぜ！！                 | Hinoarashi! Getto da ze!!                         | 30 mars 2000          |
| Sacha capture un Héricendre. |                                     |                                            |                                                   |                       |
| 142 | État de sècheresse                  | ヒワダタウン！ヤドンの井戸！！             | Hiwada Taun! Yadon no ido!!                       | 6 avril 2000          |
| Sacha et ses amis arrivent dans une ville où les Ramoloss sont vénérés. |                                     |                                            |                                                   |                       |
| 143 | Suspens en suspens                  | クヌギダマとボングリの実！裏山の戦い！！   | Kunugidama to Bonguri no mi! Urayama no tatakai!! | 13 avril 2000         |
| Alors que Fargas, le fabricant de Pokéballs, analyse la GS ball, nos amis en apprennent plus sur les Noigrumes (fruits à partir desquels sont fabriqués des Pokéballs spéciales). |                                     |                                            |                                                   |                       |
| 144 | Dans le feu de l'action             | ヒワダジム！森のバトルフィールド！！       | Hiwada Jimu! Mori no Batoru Fīrudo!!              | 20 avril 2000         |
| Sacha gagne son deuxième badge de Johto, le badge Essaim, contre Hector (Type Insecte). |                                     |                                            |                                                   |                       |
| 145 | L'apprentisage du dressage          | ウバメの森！カモネギを探せ！！             | Ubame no mori! Kamonegi o sagase!!                | 27 avril 2000         |
| Nos héros rencontrent un dresseur ayant du mal à faire obéir son Canarticho. |                                     |                                            |                                                   |                       |
| 146 | Mélanges et échanges                | ソーナンスとポケモン交換会！！             | Sōnansu to Pokemon kōkankai!!                     | 4 mai 2000            |
| Nos amis arrivent dans une ville où se déroule une Bourse d'échange Pokémon entre les Dresseurs. Jessie échange par accident son Excelangue contre un Qulbutoké. |                                     |                                            |                                                   |                       |
| 147 | Une escouade qui a le feu sacré     | 燃えろゼニガメ団！炎のように！！           | Moero Zenigame dan! Honō no yō ni!!               | 11 mai 2000           |
| Le Carapuce de Sacha aide son ancienne équipe (voir : Sans maître ni loi) à remporter un tournoi de pompiers Pokémon. |                                     |                                            |                                                   |                       |
| 148 | Fugueur à faire peur                | ウパーが一杯！                             | Upā ga Ippai!                                     | 18 mai 2000           |
| Onésia demande à nos héros de prendre soin de ses Axoloto pendant qu'elle part soigner sa mère. |                                     |                                            |                                                   |                       |
| 149 | Le bout du tunnel                   | プリンVSブルー！                           | Purin VS Burū!                                    | 25 mai 2000           |
| Snubbull (le Pokémon ayant fui Madame Pleinosas) vole le « micro » de Rondoudou. Nos amis aideront alors Rondoudou à le retrouver. |                                     |                                            |                                                   |                       |
| 150 | Le voleur mystérieux                | ダークポケモン・デルビル                   | Dāku Pokemon Derubiru                             | 1er juin 2000         |
| Nos amis enquêtent sur un Pokémon volant de la nourriture, ils découvrent que ce sont des Malosse cherchant à soigner un de leurs congénères blessé. Nos héros décident de l'aider. |                                     |                                            |                                                   |                       |
| 151 | Duel pour un Pokémon                | ワニノコは誰の物！？サトシVSカスミ！       | Waninoko wa dare no mono!? Satoshi VS Kasumi!     | 8 juin 2000           |
| Sacha et Ondine se battent pour un Pokémon aquatique. |                                     |                                            |                                                   |                       |
| 152 | Chaud devant                        | エアムードVSヒノアラシ！鋼の翼！！         | Eamūdo VS Hinoarashi! Hagane no tsubasa!!         | 15 juin 2000          |
| Sacha se bat contre un Airmure, très puissant, mais à force d'entraînement finit par triompher. |                                     |                                            |                                                   |                       |
| 153 | Un amour débordant                  | 踊れワニノコ！愛のステップを！！           | Odore Waninoko! Ai no Suteppu o!!                 | 22 juin 2000          |
| Le Kaiminus de Sacha tombe amoureux d'un Azumarill. |                                     |                                            |                                                   |                       |
| 154 | Prise de bec                        | 色違いのヨルノゾク！ゲットだぜ！！         | Iro chigai no Yorunozuku! Getto da ze!!           | 29 juin 2000          |
| Nos amis découvrent un Noarfang, avec un plumage étrange, aux prises avec un scientifique souhaitant le capturer. Noarfang défie par la suite Sacha, qui le capture. |                                     |                                            |                                                   |                       |
| 155 | Meilleurs ennemis                   | リングマでドッキリ！！                     | Ringuma de Dokkiri!                               | 6 juillet 2000        |
| à la suite d'un plan de la Team Rocket et une horde de Ursaring, nos héros sont séparés. Jessie se retrouve avec Sacha et Pierre, alors que James et Miaouss sont avec Ondine. |                                     |                                            |                                                   |                       |
| 156 | Psychiquement vôtre                 | キリンリキ！エスパーポケモンの村！         | Kirinriki! Esupā Pokemon no mura!                 | 13 juillet 2000       |
| Nos amis rencontrent une fille possédant un Girafarig, et originaire d'une ville où les habitants vouent un véritable culte aux Pokémon Psy. |                                     |                                            |                                                   |                       |
| 157 | La chasse au trésor                 | ポケモン占い！？大乱戦！                   | Pokemon uranai!? Dairansen!                       | 27 juillet 2000       |
| Deux personnes âgées vendent des horoscopes Pokémon permettant de savoir à quel Pokémon on est associé. Il propose également de garder les Pokémon des clients. |                                     |                                            |                                                   |                       |

### Les Champions de Johto
| No | Titre français                     | Titre japonais                                             | Titre japonais                                                | Date de 1re diffusion |
| No | Titre français                     | Kanji                                                      | Rōmaji                                                        | Date de 1re diffusion |
| --- | ---------------------------------- | ---------------------------------------------------------- | ------------------------------------------------------------- | --------------------- |
| 158 | Bienvenue à Doublonville           | コガネジム! スピード&パワー!?                              | Kogane Jimu! Supīdo & Pawā!?                                  | 3 août 2000           |
| Arrivés à Doublonville, nos amis remarquent que l'arène est fermée. Ils décident de chercher le Centre Commercial. Ils rencontrent alors Blanche, qui décide de les aider. Il s'avère également qu'elle se trouve être la championne de l'arène. |                                    |                                                            |                                                               |                       |
| 159 | Des Pokémon très "lait"            | ミルタンク! リベンジバトル!!                               | Mirutanku! Ribenji Batoru!!                                   | 10 août 2000          |
| Sacha gagne son troisième badge de Johto, le badge Plaine, contre Blanche (Type Normal). |                                    |                                                            |                                                               |                       |
| 160 | L'émission                         | ラジオ塔の戦い！時空を超えて！！                           | Rajio-tō no tatakai! Jikū o koete!!                           | 17 août 2000          |
| Sacha est interviewé à la télévision. Par la suite, lui, Ondine, et la Team Rocket devront jouer le rôle de doubleurs pour une histoire censée se passer à la radio. |                                    |                                                            |                                                               |                       |
| 161 | Le concours                        | 虫取り大会！自然公園でゲットだぜ！！                       | Mushitori taikai! Shizen kōen de Getto da ze!!                | 24 août 2000          |
| Sacha participe à un concours dont le but est la capture des Pokémon insectes. Le vainqueur gagne celui qu'il réussit à capturer. |                                    |                                                            |                                                               |                       |
| 162 | Un imitateur hors pair             | ウソッキーはどこにいる！？                                 | Usokkī wa doko ni iru!?                                       | 31 août 2000          |
| Pour traverser la rivière, nos héros devront trouver un Simularbre pour qu'un vieil homme accepte de les faire traverser. |                                    |                                                            |                                                               |                       |
| 163 | Voyage dans la préhistoire         | 古代ポケモンパーク！アルフの遺跡！！                       | Kodai Pokemon Pāku! Arufu no iseki!!                          | 7 septembre 2000      |
| Nos amis rencontrent le professeur Chen et le chercheur Foster qui a édifié un parc à l'image d'où et comment vivaient les Pokémon préhistoriques. Mais, surprise générale : les Amonita et Amonistar sont bel et bien vivants ! |                                    |                                                            |                                                               |                       |
| 164 | Courrier Express                   | ポッポ屋の伝書ポッポ！                                     | Poppo ya no densho Poppo!                                     | 14 septembre 2000     |
| Sacha aide un Roucool se faisant attaquer par un Rapasdepic avec l'aide de Noarfang. Arrivé en ville, Sacha découvre le dresseur du Roucool, qui leur explique que ces Pokémon sont utilisés pour transmettre le courrier. |                                    |                                                            |                                                               |                       |
| 165 | Mélo au château                    | ズバットの館！危険な迷路！！                               | Zubatto no yakata! Kiken na meiro!!                           | 21 septembre 2000     |
| Nos héros vont s'abriter dans un château où ils rencontrent le docteur Anna qui fait des recherches sur la kinésithérapie. |                                    |                                                            |                                                               |                       |
| 166 | Combat pour un dojo                | カポエラーVSフシギダネ！格闘対決！！                       | Kapoerā vs. Fushigidane! Kakutō taiketsu!!                    | 28 septembre 2000     |
| Grâce à Bulbizarre, Sacha empêche un Tauros de piétiner un vieil homme. Ce dernier les invite dans son dojo. |                                    |                                                            |                                                               |                       |
| 167 | La réconciliation                  | ジャングルの3匹！温泉バトル！！                            | Janguru no San Biki! Onsen Batoru!!                           | 5 octobre 2000        |
| Alors qu'ils jouaient avec une balle, Germignon, Kaiminus et Héricendre se disputent et se retrouvent séparés de nos héros. |                                    |                                                            |                                                               |                       |
| 168 | Appâts et hameçons                 | アズマオウ!フィッシングバトル!!                            | Azumaou! Fwisshingu Batoru!!                                  | 12 octobre 2000       |
| Alors que Têtarte (le Pokémon d'Ondine) nage tranquillement, un Tartard arrive et le met K.O. sans aucune raison. Elle s'inscrit alors à un concours. Sacha également, mais pas pour les mêmes raisons. |                                    |                                                            |                                                               |                       |
| 169 | Le concours de beauté              | さよならロコン！ポケモンビューティーコンテスト！！         | Sayonara Rokon! Pokemon Byūtī Kontesuto!!                     | 19 octobre 2000       |
| Pierre retrouve Suzie, la dresseuse qui lui avait confié Goupix. (voir : Les Pokémon changent de look). |                                    |                                                            |                                                               |                       |
| 170 | Le remède miracle                  | ツボツボVSマダツボミ                                       | Tsubotsubo VS Madatsubomi                                     | 26 octobre 2000       |
| Un vieux monsieur soigne Sacha, qui est pris de douleurs au ventre. |                                    |                                                            |                                                               |                       |
| 171 | Il y a de l'électricité dans l'air | ブラッキー！闇夜の戦い！！                                 | Burakkī! Yamiyo no tatakai!!                                  | 2 novembre 2000       |
| Nos amis tombent sur Régis, qui mène un combat avec un Noctali contre le Kadabra de son adversaire. |                                    |                                                            |                                                               |                       |
| 172 | Séjour à la montagne               | レディアン！風の谷を越えて！！                             | Redian! Kaze no tani o koete!!                                | 9 novembre 2000       |
| Sacha et un Coxyclaque sont secourus par Benji et son père. En fait, le Coxyclaque appartient au garçon. |                                    |                                                            |                                                               |                       |
| 173 | L'emblème du festival              | ソーナンスの村！？                                         | Sōnansu no mura!?                                             | 16 novembre 2000      |
| Sacha et ses amis sont tombés sur un village dont les habitants vénèrent les Qulbutoké. |                                    |                                                            |                                                               |                       |
| 174 | Imitation, confrontation           | 目指せメタモンマスター！イミテ再び！！                     | Mezase Metamon Masutā! Imite Futatabi!!                       | 23 novembre 2000      |
| Arrivés au Centre Pokémon, nos trois amis retrouvent Duplica et son Métamorph. Celle-ci a alors un autre Métamorph étrange. En fait, il garde sa petite taille quand il se transforme. |                                    |                                                            |                                                               |                       |
| 175 | Les ennuis de l'évolution          | ブルーとニャースとグランブル！？                           | Burū to Nyāsu to Guranburu!?                                  | 30 novembre 2000      |
| Nos héros retrouvent Snubbull, le même qu'ils avaient déjà rencontré, celui de madame Pleinosas. (Voir saison 3). |                                    |                                                            |                                                               |                       |
| 176 | L'école                            | アリアドス！忍法バトル！！                                 | Ariadosu! Ninpō Batoru!!                                      | 7 décembre 2000       |
| Nos héros découvrent un Migalos dans les buissons. Celui-ci appartient au Maître d'Aya. |                                    |                                                            |                                                               |                       |
| 177 | Onde de choc                       | 羽ばたけヤンヤンマ！明日の空へ！！                         | Habatake Yanyanma! Ashita no sora he!!                        | 14 décembre 2000      |
| En cours de route, un Yanma vole la casquette de Sacha. Son maître la lui rend, mais le Pokémon s'enfuit dans la ville où tous les habitants semblent le détester. |                                    |                                                            |                                                               |                       |
| 178 | Dernière escale                    | ポポッコ！草ポケモンバトル！！                             | Popokko! Kusa Pokemon Batoru!!                                | 21 décembre 2000      |
| Nos amis rencontrent un Floravol et son dresseur. Ce dernier propose un match contre Sacha. |                                    |                                                            |                                                               |                       |
| 179 | La compagnie des pommes            | ピカチュウとピチュー！                                     | Pikachū to Pichū!                                             | 4 janvier 2001        |
| Arrivé dans un verger de pommes, Pikachu part en avant. Il est alors accusé de manger toutes les pommes. En fait, ce sont des Pichu les coupables. |                                    |                                                            |                                                               |                       |
| 180 | Livraison à domicile               | ヘルガーとトゲピー！                                       | Herugā to Togepī!                                             | 11 janvier 2001       |
| Tout près de Rosalia, un Démolosse apparaît. Après une attaque de la Team Rocket, il aidera Togepi à retrouver Ondine. |                                    |                                                            |                                                               |                       |
| 181 | La tour aux spectres               | 焼けた塔！マツバ登場！！                                   | Yaketa tō! Matsuba tōjō!!                                     | 18 janvier 2001       |
| Arrivés à Rosalia, nos amis vont dans une tour délabrée et hantée. |                                    |                                                            |                                                               |                       |
| 182 | Rencontre au sommet                | エンジュジム! ゴーストバトル！！                           | Enju Jimu! Gōsuto Batoru!!                                    | 25 janvier 2001       |
| Sacha gagne son quatrième badge de Johto, le badge Brume, contre Mortimer (Type Spectre). |                                    |                                                            |                                                               |                       |
| 183 | La cérémonie du thé                | イーブイ5姉妹！お茶会でバトル！！                          | Ībui 5 shimai! Ochakai de Batoru!!                            | 1er février 2001      |
| Alors que nos héros se reposaient, un Évoli surgit. Sakura, sa dresseuse, le retrouve et invite les trois compagnons à une cérémonie. |                                    |                                                            |                                                               |                       |
| 184 | Tout ce qui brille                 | ヤミカラス！奪われたバッジ！！                             | Yamikarasu! Ubawareta Bajji!!                                 | 8 février 2001        |
| Alors qu'il nettoyait ses badges, Sacha se les fait voler par des Cornèbre. |                                    |                                                            |                                                               |                       |
| 185 | L'arc-en-ciel                      | テッポウオの空！                                           | Teppouo no sora!                                              | 15 février 2001       |
| En voulant se rendre au Centre Pokémon, nos héros tombent sur des ruines où est érigée une statue de Remoraid. |                                    |                                                            |                                                               |                       |
| 186 | Le petit voleur                    | ヒメグマの秘密！                                           | Himeguma no himitsu!                                          | 22 février 2001       |
| Un Teddiursa arrive et une série de mauvais coups, accusant les autres Pokémon à sa place. |                                    |                                                            |                                                               |                       |
| 187 | La photo de mariage                | 凍ったヒマナッツの謎！！                                   | Kotta Himanattsu no nazo!!                                    | 1er mars 2001         |
| En route, nos héros rencontrent une vieille connaissance : Todd. (Voir : Le chasseur d'images). |                                    |                                                            |                                                               |                       |
| 188 | La fièvre des sources              | ここ掘れウリムー！温泉を探せ！！                           | Koko hore Urimū! Onsen o sagase!!                             | 8 mars 2001           |
| Alors que nos amis (et Todd) observent un Artikodin, une bande de Marcacrin arrive devant eux, poursuivie par leur dresseuse Peggy. |                                    |                                                            |                                                               |                       |
| 189 | Vive le vent d'hiver               | フリーザーVSプリン！吹雪の中で！！                         | Furīzā VS Purin! Fubuki no naka de!!                          | 15 mars 2001          |
| Nos quatre amis partent à la recherche d'Artikodin. |                                    |                                                            |                                                               |                       |
| 190 | La Team Rocket se déchaîne         | ウインディと炎の石！                                       | Uindi to Honō no ishi!                                        | 22 mars 2001          |
| Des Arcanin sauvent nos trois amis d'un éboulement. Peu après, ils font la connaissance de leur dresseur. |                                    |                                                            |                                                               |                       |
| 191 | Un Pokémon nommé désir             | ノコッチはのこっちない！？                                 | Nokotchi wa no kocchinai!?                                    | 29 mars 2001          |
| Sacha, Ondine et Pierre aident Kichi à se trouver un Insolourdo, puisque tous ses amis en ont un. |                                    |                                                            |                                                               |                       |
| 192 | La poursuite infernale             | ソーナンス！そうなんす？                                   | Sōnansu! Sō nan su?                                           | 5 avril 2001          |
| La Team Rocket réussit à capturer Pikachu en se faisant passer pour deux scientifiques voulant tester une cage. Ils donnent la cage à Qulbutoké qui tombe dans l'eau. Sacha récupère donc la cage, mais... il n'a pas la clé. |                                    |                                                            |                                                               |                       |
| 193 | Un repos bien mérité               | タケシ倒れる！危ないキャンプ！！                           | Takeshi taoreru! Abunai Kyanpu!!                              | 12 avril 2001         |
| Alors que Pierre est malade, Ondine et Sacha doivent s'occuper de tout ! |                                    |                                                            |                                                               |                       |
| 194 | Un tournoi poids lourds            | オーダイルVSカメックス！相撲バトル！！                     | Ōdairu VS Kamekkusu! Sumō Batoru!!                            | 19 avril 2001         |
| Sacha participe à un tournoi de Pokémon sumo avec Ronflex. |                                    |                                                            |                                                               |                       |
| 195 | Le Poké-interprète                 | ポケモンと話せます！？ポケモンの言葉ポケモンの気持ち！     | Pokemon to hanasemasu!? Pokemon no kotoba Pokemon no kimochi! | 26 avril 2001         |
| Nos amis croisent un homme capable de comprendre et de parler le langage des Pokémon. Mais l'agent Jenny arrive et l'accuse d'être un faux et veut l'emmener au centre de police. En vérité, c'est un autre homme qui se fait passer pour un interprète. |                                    |                                                            |                                                               |                       |
| 196 | La Reine des Pokémon               | ゴルバットVS仮面の女王ムサシ！遺跡の戦い！！               | Gorubatto VS Kamen no Jo'ō Musashi! Iseki no tatakai!!        | 3 mai 2001            |
| Lors d'une de leurs aventures, nos amis tombent sur Tierra, une archéologue. Elle fait des fouilles pour tenter de retrouver le masque et le bâton de la reine des Pokémon ! Mais la Team Rocket est plus rapide et s'en empare avant. Jessie est alors la reine des Pokémon, mais son pouvoir s'étend sur un terrain... limité. |                                    |                                                            |                                                               |                       |
| 197 | Le peintre                         | ドーブルの奇跡！！朝日の中で輝いて！                       | Dōburu no kiseki!! Asahi no naka de kagayaite!                | 10 mai 2001           |
| En route pour Oliville, nos héros s'arrêtent dans un petit village nommé « Les Roches Blanches », où ils rencontrent des Queulorior qui font des graffitis sur les murs. Leur maître est un artiste peintre renommé et s'en sert pour créer ses œuvres. |                                    |                                                            |                                                               |                       |
| 198 | Chagrin d'amour                    | ニドリーナ ニドリーナ！タケシのバラ色のひび！？            | Nidorīna Nidorīna! Takeshi no barairo no hibi!?               | 17 mai 2001           |
| Alors que le Centre Pokémon est à dix kilomètres de la ville où ils sont, nos héros se voient forcés de dormir sous une tente. C'est en prenant de l'eau que Pierre empêche une jeune fille de tomber la tête la première dans la fontaine. Celle-ci devient alors folle amoureuse de Pierre. Plus tard, la Team Rocket tentera d'enlever les Pokémon mais leur plan échouera et ils enlèveront finalement Téwattoss, qui tombera amoureuse de James. |                                    |                                                            |                                                               |                       |
| 199 | Courants alternatifs               | さよならチコリータ！？電気のラビリンス！                   | Sayonara Chikorīta!? Denki no Rabirinsu!                      | 24 mai 2001           |
| En cherchant de la nourriture, Sacha se retrouve dans un bâtiment protégé par des Pokémon électriques. La Team Rocket retrouve la salle de contrôle et avertissent l'Elektek que Sacha est là, et qu'il est le méchant. Finalement, ils réussissent à capturer Germignon et Elektek, et Germinon finit par évoluer en Macronium. |                                    |                                                            |                                                               |                       |
| 200 | La dispute                         | ベイリーフはどこに行った！？ハーブ畑で捕まえて！           | Beirīfu wa Doko ni Itta!? Hābu batake de tsukamaete!          | 31 mai 2001           |
| Sacha se dispute avec Macronium, car il ne supporte plus que ce dernier lui fasse l'Attaque Charge. Il lui dit donc de s'en aller. Macronium prend l'ordre de son maître au mot et part. |                                    |                                                            |                                                               |                       |
| 201 | Le petit timide                    | ネイティ占い！未来予知の神秘！！                           | Neiti uranai! Mirai yochi no shinpi                           | 7 juin 2001           |
| Nos amis aident un garçon timide à retrouver confiance en lui. |                                    |                                                            |                                                               |                       |
| 202 | Ballon vole !                      | ポケモン気球大レース！嵐を越えて！！                       | Pokemon kikyū dai Rēsu! Arashi o koete!!                      | 14 juin 2001          |
| Nos héros participent à une course de montgolfières. |                                    |                                                            |                                                               |                       |
| 203 | Sacrés acteurs                     | ムチュールにもう夢中！！スーパースターはポケモンがお好き？ | Muchūru ni mou nachū!! Sūpāsutā wa Pokemon ga osuki?          | 21 juin 2001          |
| Un homme mystérieux confie Lippouti à nos amis, alors que des filles lui courent après. En réalité, il s'agit d'un acteur célèbre fuyant ses fans. |                                    |                                                            |                                                               |                       |
| 204 | Un Pokémon qui aimait les pommes   | 波乗りサイドンを追え！？湖の戦い！                         | Naminori Saidon o oe!? Mizūmi no tatakai!                     | 28 juin 2001          |
| Nos amis tentent d'aider une fille à capturer un Rhinoféros, qui n'a pas peur de l'eau, pour achever de percer la montagne. |                                    |                                                            |                                                               |                       |
| 205 | Kecléon kleptomane                 | カクレオンはどこにいる!?見えないポケモンに大混乱！         | Kakureon wa Doko ni iru!? Mienai Pokemon ni Daikonran!        | 5 juillet 2001        |
| Pierre soigne deux Kecléon. Par la suite, la Team Rocket tente de voler des bijoux alors les Kecléon essaient de les en empêcher, et tous vont les chercher, mais pas facile de chercher. |                                    |                                                            |                                                               |                       |
| 206 | Une peur incontrôlable             | 水ポケモン嫌いのジョーイさん！？カスミの怒り！             | Mizu Pokemon girai no Joī-san!? Kasumi no ikari!              | 12 juillet 2001       |
| Sacha et ses amis font la rencontre d'une infirmière Joëlle qui déteste les Pokémon de type eau. |                                    |                                                            |                                                               |                       |
| 207 | L'oasis                            | 聖母ミルタンク！砂漠の秘密！                               | Seibo Mirutanku! Sabaku no himitsu!                           | 19 juillet 2001       |
| Lors d'un combat contre la Team Rocket, Héricendre est blessé et séparé de Sacha. Au Centre Pokémon, ce dernier apprend que, selon une légende, il existerait une oasis où les Pokémon blessés se feraient soigner. |                                    |                                                            |                                                               |                       |
| 208 | Que la lumière soit                | 輝きの灯台！アサギシティの戦い！！                         | Kagayaki no tōdai! Asagi Shiti no tatakai!!                   | 26 juillet 2001       |
| Nos amis rencontrent une élève de la championne, qui, au lieu d'exploiter les forces de son Onix, tente de lui faire surmonter ses faiblesses. |                                    |                                                            |                                                               |                       |
| 209 | Un champion fort, fort, fort       | タンバジム！真っ向勝負 格闘対決！！                        | Tanba Jimu! Makkō shōbu kakutō taiketsu!!                     | 2 août 2001           |
| Sacha gagne son cinquième badge de Johto, le badge Choc, contre Chuck (Type Combat). |                                    |                                                            |                                                               |                       |

### La Quête ultime
| No | Titre français                                 | Titre japonais                                       | Titre japonais                                         | Date de 1re diffusion |
| No | Titre français                                 | Kanji                                                | Rōmaji                                                 | Date de 1re diffusion |
| --- | ---------------------------------------------- | ---------------------------------------------------- | ------------------------------------------------------ | --------------------- |
| 210 | Autour du tourbillon                           | 渦巻き列島！新たなる挑戦！！                         | Uzumaki rettou! Arata-naru chousen!!                   | 9 août 2001           |
| Sacha et Ondine s'inscrivent au tournoi Tourbillon, qui aura lieu dans trois mois. |                                                |                                                      |                                                        |                       |
| 211 | Jusqu'à la lune                                | ポッポとデカポッポ！まだ見ぬ空へ！！                 | Poppo to deka Poppo! Mada minu sora e!!                | 16 août 2001          |
| Nos héros vont sur une île de Dodu Roucool, dont le rêve de l'un d'entre eux (le plus petit) est de voler le plus haut possible ! |                                                |                                                      |                                                        |                       |
| 212 | La parade                                      | 旅立て海へ！チョンチー行列！！                       | Tabidate umi e! Chonchī kyōretsu!!                     | 23 août 2001          |
| Nos amis aident à escorter des Loupio jusqu'à l'océan. |                                                |                                                      |                                                        |                       |
| 213 | La vie en rose                                 | サニーゴでアミーゴ！黄岩島の対決！！                 | Sanīgo de Amīgo! Ōkan tō no taiketsu!!                 | 30 août 2001          |
| Ondine capture un Corayon. |                                                |                                                      |                                                        |                       |
| 214 | Le mystérieux trésor                           | マンタインと沈没船！！謎のポケモンの秘密！           | Maintain to chinbotsusen!! Nazo no Pokemon no himitsu! | 6 septembre 2001      |
| Nos amis aident une fille à retrouver l'aile d'argent au fond de l'eau. |                                                |                                                      |                                                        |                       |
| 215 | Le vilain petit canard                         | オクタンとテッポウオ！渦巻きカップ予選！！           | Okutan to Teppouo! Uzumaki Kappu yosen!!               | 13 septembre 2001     |
| Phase éliminatoire du tournoi Tourbillon, Ondine et Sacha sont qualifiés. |                                                |                                                      |                                                        |                       |
| 216 | Héros de duel                                  | 渦巻きカップ！水のコロシアムで大バトル！！           | Uzumaki Kappu! Mizu no Koroshiamu de dai Batoru!!      | 20 septembre 2001     |
| Sacha échange son Macronium contre son Krabboss, car ce dernier est de type eau. Sacha et Ondine remportent leurs premiers matchs et se retrouvent adversaires pour le second. |                                                |                                                      |                                                        |                       |
| 217 | Que le meilleur gagne                          | サトシVSカスミ！渦巻きカップ最後の戦い！！           | Satoshi VS Kasumi! Uzumaki Kappu saigo no tatakai!!    | 27 septembre 2001     |
| Ondine gagne son match contre Sacha grâce à Psykokwak, mais elle perd celui contre Trinitie. Quant à Trinitie, elle finit seconde dans le tournoi. |                                                |                                                      |                                                        |                       |
| 218 | Les cinq mercenaires                           | ディグダの群れを守れ！落とし穴大作戦！？             | Diguda no mura o mamore! Otoshiana daisakusen!?        | 4 octobre 2001        |
| Alors qu'ils avaient creusé un trou pour piéger Sacha et ses amis, la Team Rocket tombe à son tour dans un trou. Les autres sont tombés dans un autre trou, creusé par des Taupiqueur, et non par la Team Rocket. |                                                |                                                      |                                                        |                       |
| 219 | L'île de la pierre d'argent                    | 銀色の羽の伝説！銀岩島の戦い！！                     | Gin'iro no hane no densetsu! Gingan shima no tatakai!! | 11 octobre 2001       |
| Nos amis aident un homme à demander une femme en mariage. |                                                |                                                      |                                                        |                       |
| 220 | Double jeu                                     | 謎のポケモンX！！                                    | Nazo no Pokemon X!!                                    | 18 octobre 2001       |
| Nos amis retrouvent Ritchi et Sparky (Pikachu). Ils vont sur une île et découvrent un Pokémon mystérieux, qui est en fait le Pokémon légendaire Lugia, mais la Team Rocket arrive (l'équipe Cassidy et Butch) et réussit à capturer le bébé Lugia (nommé Silver). |                                                |                                                      |                                                        |                       |
| 221 | Pris au piège                                  | 捕らわれのルギア！                                   | Toraware no Rugia!                                     | 25 octobre 2001       |
| Nos héros aident le grand Lugia à retrouver son fils, que la Team Rocket a en sa possession. Mais Cassidy et Butch se servent de Silver pour attirer le grand Lugia. Malheureusement, ils parviennent à s'emparer de ce dernier et enferment nos amis. |                                                |                                                      |                                                        |                       |
| 222 | Chose promise, chose due                       | ルギアとの約束！                                     | Rugia to no yakosoku!                                  | 1er novembre 2001     |
| Jessie et James tentent de voler le grand Lugia. Dans leur combat contre Cassidy et Butch, ils libèrent le grand Lugia (qui les envoie vers d'autres cieux). De son côté, Sacha et ses amis se libèrent et vainquent des sbires de la Team Rocket. Ils combattent ensuite l'Élektek enragé du Professeur Namba et parviennent à libérer Silver. |                                                |                                                      |                                                        |                       |
| 223 | Retour à Oliville                              | 飛べホーホー号！アサギを目指し！！                   | Tobe Hōhō gō! Asagi o mezashi!!                        | 8 novembre 2001       |
| Manquant le bateau qui leur permettrait de se rendre à Oliville, nos amis rencontrent un vieil homme qui leur propose de s'y rendre en vol. Entre-temps, il sauve la Team Rocket d'une tempête. Ces derniers décident de se la jouer gentils pour une fois. |                                                |                                                      |                                                        |                       |
| 224 | Rencontre pour un badge                        | アサギジム! VSハガネール！！                         | Asagi Jimu! VS Haganēru!!                              | 15 novembre 2001      |
| Sacha gagne son sixième badge de Johto, le badge Minéral, contre Jasmine (Type Acier). |                                                |                                                      |                                                        |                       |
| 225 | Le négociateur                                 | さよならフシギダネ！オーキド邸の冒険！！             | Sayonara Fushigidane! Ōkido-tei no bōken!!             | 22 novembre 2001      |
| Sacha accepte de confier Bulbizarre au professeur Chen pour lui permettre de faire cesser les hostilités entre les Pokémon plantes et les Pokémon eaux depuis l'arrivée des Pokémon migrateurs. |                                                |                                                      |                                                        |                       |
| 226 | Quatre sur cinq                                | エーフィとサクラ！エンジュシティ再び！！             | Ēfi to Sakura! Enju Shiti futatabi!!                   | 29 novembre 2001      |
| Nos amis retrouvent Sakura et ses sœurs. Alors que ses sœurs vont à un cours de danse, la Team Rocket réussit à capturer quatre évolutions d'Évoli (Aquali, Voltali, Pyroli et Noctali). Jessie se rend alors compte qu'il leur manquent un Mentali et décide de retourner le capturer. Mais Sakura avait prévu le coup et utilise Mentali comme appât. Ainsi, nos amis découvrent où se cache la Team Rocket et sauvent les Pokémon capturés. |                                                |                                                      |                                                        |                       |
| 227 | Les cloches sacrées                            | スイクンとミナキ！ホウオウの伝説！！                 | Suikun to Minaki! Hō'ō no densetsu!!                   | 6 décembre 2001       |
| Nos amis apprennent une légende selon laquelle le Pokémon légendaire Ho-oh reviendrait lorsque les quatre cloches de cristal du dernier étage de la tour se mettraient à sonner. Mais la Team Rocket les dérobe. En voulant les faire sonner, Jessie en brise une (en fait, elles ne sonnent que pour annoncer l'arrivée du majestueux Pokémon, pas pour le faire venir, alors elle n'avait aucune chance) provoquant la colère des Pokémon. Mais, grâce à Suicune, tout rentre dans l'ordre. |                                                |                                                      |                                                        |                       |
| 228 | La course de l'extrême                         | ポケモンライドで突っ走れ！！                         | Pokemon Raido de tsuppashire!!                         | 13 décembre 2001      |
| Apprenant que Régis participe à une course, Sacha décide d'y participer également. En gros, les dresseurs sont sur un skate board et se font tirer par leur Pokémon. Le gagnant est celui qui va chercher un œuf et qui le ramène à la ligne d'arrivée ! Pendant la course, l'Arcanin de Régis se fait capturer par la Team Rocket. Sacha va donc le libérer. Par la suite, James découvre des œufs qu'il décide de voler, mais Macronium les reprend. Malheureusement, il se fait battre par Arbok. Finalement, Régis se débarrasse de la Team Rocket grâce à Arcanin, et la course se poursuit. C'est Sacha qui gagne la course et il reçoit un œuf puisqu'il a sauvé les autres. |                                                |                                                      |                                                        |                       |
| 229 | L'inspecteur mène l'enquête                    | 名探偵ジュンサー！消えたタマゴの謎！！               | Meitantei Junsā! Kieta tamago no nazo!!                | 20 décembre 2001      |
| La Team Rocket tente de voler l'œuf de Sacha, mais Togepi fait échouer leurs plans en téléportant l'œuf dans la forêt, où il est retrouvé par un Kangourex. L'agent Jenny décide donc de mener une enquête pour découvrir qui a volé l'œuf, s'inventant des scénarios improbables. Finalement, l'enquête conduit dans la cuisine, où se trouve la Team Rocket. Sacha et ses amis suivent ensuite les traces de la Team Rocket, qui s'est enfuie, et arrivent dans la forêt où ils découvrent le Kangourex qui avait trouvé l'œuf de Sacha. Après avoir vérifié que l'œuf est bien à Sacha, le Kangourex le lui rend. |                                                |                                                      |                                                        |                       |
| 230 | Une éclosion trompeuse                         | タマゴ、孵る                                         | Tamago, kaeru                                          | 27 décembre 2001      |
| L'œuf de Sacha finit par éclore en Phanpy. Lorsque Team Rocket intervient pour tenter de le capturer, Pikachu utilise une attaque éclair pour s'en débarrasser. Mais l'attaque atteint également Phanpy, qui s'enfuit et finit par retrouver la Team Rocket. Celle-ci l'utilise pour réussir à capturer Pikachu, mais les deux Pokémon parviennent à s'enfuir. Plus tard, la Team Rocket revient à la charge, mais Phanpy ne se laisse pas avoir et s'en débarrasse lui-même. |                                                |                                                      |                                                        |                       |
| 231 | Les bons comptes font les bons amis            | ロケット団とデリバード！                             | Roketto-dan to Deribādo!                               | 10 janvier 2002       |
| Apprenant qu'ils ont été virés de la Team Rocket, Jessie et James tentent le tout pour le tout afin d'être réengagés. Ils doivent alors capturer le Pokémon d'un dresseur, et le hasard veut que ce soit le Pikachu de Sacha. Utilisant le Cadoizo qu'un agent recruteur de la Team Rocket lui a confié, Jessie réussit à prendre le dessus. Mais alors qu'elle gagnait grâce à l'attaque Cadeau de Cadoizo, ce dernier décide de faire une attaque Cadeau à Pikachu, qui retrouve toutes ses forces (l'attaque Cadeau permet de, soit faire des explosifs, soit régénérer l'énergie). Bien que le trio ait échoué, les trois acolytes sont tout de même réintégrés. |                                                |                                                      |                                                        |                       |
| 232 | Un seul être vous manque...                    | 霧の中のキュウコン！                                 | Kiri no naka no Kyūkon!                                | 17 janvier 2002       |
| Alors qu'ils sont perdus dans le brouillard, nos amis tombent sur une jeune femme possédant un Feunard, qui les emmènent chez elle. Alors que la femme quitte la pièce, Ondine remarque que son image ne se reflète pas dans la glace, seulement Feunard y apparaît. Pierre lui donne alors un tas d'excuse. Puis, alors qu'Ondine va pour vérifier le miroir, la femme revient et demande à Pierre de rester. Pierre vient pour la prendre dans ses bras, mais il lui passe au travers. Sacha et Ondine tentent de ramener Pierre à la raison, mais sans succès. Pierre reste donc avec la femme, qui décide de chasser Sacha et Ondine de sa demeure. Ils décident alors de fouiller la maison et tombent sur un journal expliquant les faits : le propriétaire de Feunard est décédé il y a deux cents ans, et tout ce qui se trouve dans la demeure, la femme y compris, se trouve être une illusion produite par Feunard. Après une bataille contre la Team Rocket, la Pokéball de Feunard est détruite. Le Pokémon est alors libéré de ce lieu et peut enfin aller où il veut. |                                                |                                                      |                                                        |                       |
| 233 | Le trouble-fête                                | バルキーと空手王ノブヒコ！                           | Barukī to karate-ō Nobuhiko!                           | 24 janvier 2002       |
| Nos amis tombent sur un Debugant abandonné. Un homme tente de le battre pour qu'il soit son Pokémon, mais Debugant réussit à vaincre ses Pokémon. La Team Rocket s'empare ensuite de Debugant. L'homme tente de le récupérer. Puis il décide de se battre lui-même contre Debugant et gagne. |                                                |                                                      |                                                        |                       |
| 234 | Une terrible Prédiction                        | ネイティオの大予言！                                 | Neitio no dai yogen!                                   | 31 janvier 2002       |
| La Team Rocket creuse un trou pour piéger Sacha et ses amis, puis se cache. Sacha se doute de quelque chose et saute pour faire fonctionner le piège, mais sans succès. James les accuse d'avoir cassé leur beau piège. La Team Rocket apparaît devant le groupe d'amis et James saute pour activer le piège, si bien que tous tombent dedans ! Ils tombent alors sur une fille, nommée Calisia, qui fait des prédictions météorologiques grâce à des Xatu. Elle annonce un déluge qui arrivera le lendemain, mais elle s'est trompée : finalement c'est le jour même. |                                                |                                                      |                                                        |                       |
| 235 | Une question d'évolution                       | ワタルと赤いギャラドス！                             | Wataru to akai Gyaradosu!                              | 7 février 2002        |
| Se promenant dans la forêt, nos amis ont l'impression de tourner en rond. Soudain, Pikachu et Togépi ne se sentent pas bien. Ils ne sont pas les seuls : tous les Pokémon de la forêt semblent être malades. En suivant un grognement, Sacha et ses amis tombent sur un Leviator rouge, qui est une expérimentation de la Team Rocket. Une équipe de la Team Rocket les attaque alors, et tente de les empêcher de partir. Sacha fait appel à son Kaiminus, mais lui non plus n'a pas la forme. Peter arrive et les sauve à l'aide de son Dracolosse. Il demande au groupe d'amis d'aller se cacher dans la forêt, où il les rejoint plus tard. Pikachu et Togépi se sentent beaucoup mieux et Peter indique une route par laquelle il demande au groupe de partir. Puis, il infiltre la Team Rocket et assiste à la capture du Léviator rouge. Sacha et ses amis tentent de le libérer, mais la Team Rocket envoie une onde initiatrice d'évolution, et les Pokémon perdent à nouveau leur force. Nos compagnons se font alors capturer par la Team Rocket.                         |                                                |                                                      |                                                        |                       |
| 236 | La rage au ventre                              | 赤いギャラドスの怒り！                               | Akai Gyaradosu no ikari!                               | 14 février 2002       |
| Jessie et James veulent prendre Pikachu, mais la manette permettant de le libérer laisse échapper tout le monde. Sacha utilise l'attaque brouillard de Héricendre pour prendre la fuite. Jessie et James les poursuivent. Peter intervient et détruit le laboratoire. Voulant transporter le Leviator, la Team Rocket perd le contrôle des hélicoptères et le Pokémon s'enfuit. Alors que Peter se charge du chef des opérations, Sacha va rejoindre Leviator, qui se fait une nouvelle fois capturer par la Team Rocket. Sacha le libère à l'aide de Macronium et Léviator se débarrasse de la Team Rocket. Mais alors qu'il veut retourner dans l'eau, Jessie et James le capture à l'aide d'un filet. En voulant se débarrasser de Sacha, qui s'est agrippé au filet, Miaouss plonge le filet dans l'eau, ce qui redonne de l'énergie au Leviator et lui permet de se libérer. Peter combat Léviator à l'aide de Dracolosse et le capture. La Team Rocket est arrêtée. |                                                |                                                      |                                                        |                       |
| 237 | Freddo cœur de glace                           | イノムーと冬のヤナギ！                               | Inomū to fuyu no Yanagi!                               | 21 février 2002       |
| Nos amis font la rencontre d'un maître d'arène, qui croit qu'il n'y a pas de place pour les sentiments entre le dresseur et le Pokémon. Après une démonstration, il refuse de combattre Sacha. Mais ce n'était pas sa manière de penser auparavant. À la suite d'une intervention de la Team Rocket, tous deux tombent dans un ravin. Ils voient un objet qui appartenait à son Cochignon. Il raconte que, à la suite d'un match qu'il avait perdu contre Magmar, son Cochignon s'était enfui. En continuant d'avancer dans le ravin, ils tombent sur Cochignon qui est totalement congelé, tenant des herbes médicinales. Sacha comprend alors que Cochignon était parti pour chercher ses herbes, dans le but de soigner son dresseur. Sacha fait fondre la glace à l'aide de Héricendre et grâce à l'attaque éclair de Pikachu, Cochignon revient à lui. La Team Rocket revient pour capturer Pikachu, mais Cochignon s'en débarrasse. Freddo accepte alors de faire un duel contre Sacha.                                                                                        |                                                |                                                      |                                                        |                       |
| 238 | Vague de froid                                 | チョウジジム！氷のバトル！！                         | Chōji Jimu! Kōri no Batoru!!                           | 28 février 2002       |
| Sacha gagne son septième badge de Johto, le badge Glacier, contre Freddo (Type Glace). |                                                |                                                      |                                                        |                       |
| 239 | Le vent de la discorde                         | キレイハナVSラフレシア！草原の平和！                 | Kireihana VS Rafureshia! Sōgen no heiwa!               | 7 mars 2002           |
| Dépendant de la direction du vent (qui transporte des fragments de pierre feuille ou de pierre soleil), les Ordide deviennent soit des Jolifleurs, soit des Raflésias. Mais à cause du grand arbre, cela crée des conflits de territoire dus à l'ombre qu'il projette, puisque tous veulent être au soleil. À l'aide de Macronium, Sacha tente de faire cesser les disputes, mais celles-ci reprennent toujours. |                                                |                                                      |                                                        |                       |
| 240 | Certains l'aiment chaud                        | マグカルゴ！熱い心でゲッドだぜ！！                   | Magukarugo! Atsui kokoro de Getto daze!!               | 14 mars 2002          |
| En se promenant dans une vallée, nos amis tombent sur un Volcaropod, qui leur bloque le chemin. Ils tentent de le faire bouger, mais ne font que l'irriter. Ondine utilise Tétarte, mais il se fait battre. Un jeune garçon apparaît et c'est le début des hostilités entre Ondine et lui. Plus tard, il doit combattre Volcaropod avec son Pyrolie, mais finalement il ne s'en sort pas mieux qu'Ondine. Grâce aux conseil d'Ondine, il réussit à le capturer, mais la Team Rocket s'empare de sa Pokéball. Grâce au Tétarte d'Ondine, il retrouve sa Pokéball. Puis, grâce aux attaques réunies de Tétarte, Volcaropod et Pikachu, la Team Rocket est vaincue. |                                                |                                                      |                                                        |                       |
| 241 | Hocus Pokémon                                  | ポケモン魔法で大変身！？                             | Pokemon mahō de dai henshin!?                          | 21 mars 2002          |
| En se promenant dans les montagnes, nos amis tombent sur Lilly, la magiciennes Pokémon. Elle avoue avoir besoin d'un Pikachu pour réussir un sortilège permettant de lire les pensées des Pokémon. Après avoir réuni tous les ingrédients, Sacha se porte volontaire pour tester le sortilège et se transforme en Pikachu. |                                                |                                                      |                                                        |                       |
| 242 | Le lac magique                                 | サンダーとクリスタル！湖の秘密！                     | Sandā to Kurisutaru! Mizūmi no himitsu!                | 28 mars 2002          |
| à la suite d'une intervention de la Team Rocket, Pikachu se retrouve sans énergie. Ils suivent alors une femme, qui les emmène vers un lac aux vertus magiques, permettant de régénérer les Pokémon électriques grâce au cristal qui se trouve au fond. La Team Rocket tente de s'en emparer, et les Pokémon électriques l'attaquent, mais sans succès. Électhor, le Pokémon légendaire, intervient et réussit à battre la Team Rocket, mais il se retrouve épuisé. Nos amis vont donc récupérer le cristal pour le remettre au fond du lac, mais rien ne se passe. Les Pokémon électriques utilisent alors une attaque éclair sur le cristal, qui reprend de l'énergie, mais il ne reste pas allumé. Alors qu'Électhor est dans l'eau, les Pokemon recommencent, et Électhor reprend son énergie et réactive le cristal. |                                                |                                                      |                                                        |                       |
| 243 | Pokémon SuperStar                              | 双子のププリンVSプリン！歌うポケモンコンサート！     | Futago no Pupurin VS Purin! Utau Pokemon Konsāto!      | 11 avril 2002         |
| Les protagonistes rencontrent une fille qui donne un spectacle avec ses Toudoudou. Mais, pendant le spectacle, la Team Rocket intervient et s'empare des Toudoudou. Alors que Pierre distrait le public, avec la seule chanson qu'il connaisse, Ondine et Sacha récupèrent finalement les Toudoudou et le spectacle peut reprendre. |                                                |                                                      |                                                        |                       |
| 244 | Éveillez-vous                                  | ヤドンの悟り！サトシの悟り！                         | Yadon no satori! Satoshi no satori!                    | 18 avril 2002         |
| Alors que Sacha allait disputer un match contre la Team Rocket, un Ramoloss arrive et se place en plein centre, mettant sa queue dans l'eau. Par la suite, Madeleine arrive. Apprenant que Régis a suivi la formation au combat, Sacha veut en faire autant. La Team Rocket en fait autant, mais seulement pour mettre leur plan en route, qui est de voler la statue d'or de Ramoloss. Finalement, le Ramoloss du départ évolue en Flagadoss et met la Team Rocket K.O. |                                                |                                                      |                                                        |                       |
| 245 | Y a-t-il un professeur Chen dans l'assistance? | 偽オーキド博士！？川柳対決！！                       | Nise Ōkido-hakase!? Senryū taiketsu!!                  | 25 avril 2002         |
| La Team Rocket vole l'identité du professeur Chen et de Marie. Un tournoi est alors organisé pour découvrir lequel des deux professeurs Chen est le vrai. |                                                |                                                      |                                                        |                       |
| 246 | Mystère autour d'une étoile filante            | ピィとピッピと流れ星！                               | Pī to Pippi to nagareboshi!                            | 2 mai 2002            |
| Les personnages aident Mélo à retrouver les Mélofée. Entre-temps, la Team Rocket et la PMC (Pokémon magique club) cherchent à s'en emparer. Alors que la soucoupe va s'envoler, Mélo évolue en Mélofée, et finit par retrouver les siens. |                                                |                                                      |                                                        |                       |
| 247 | Prédictions                                    | ニョロゾの進化！                                     | Nyorozo no shinka!                                     | 9 mai 2002            |
| Arrivant en ville, Sacha et ses amis rencontrent un garçon qui fait des matches avec son Tartard. Ondine le défie avec son Tetarte, mais perd. Alors que Tartard se bat contre Macronium, Pierre intervient et annonce que Tartard ferait mieux de se reposer puisqu'il venait de faire huit matches. Usant de ruse, la Team Rocket parvint à s'emparer de la Pokéball de Tartard et utilise une de leurs inventions pour le contrôler. Grâce au Coraillon d'Ondine, Tartard est libéré, et c'est maintenant Jessie qui se retrouve contrôlée par Miaouss et, après, James (qui veut qu'elle fasse une attaque lance-flamme et ultra laser). Ondine fait appel à Tetarte, qui évolue en Tarpaud. Grâce aux attaques combinées de nos amis, la Team Rocket est vaincue. |                                                |                                                      |                                                        |                       |
| 248 | Tel est pris qui croyait prendre               | バトルパーク！VSカメックス・リザードン・フシギバナ！ | Batoru Pāku! VS Kamekkusu Rizādon Fushigibana!         | 16 mai 2002           |
| Après avoir défié une dresseuse, celle-ci parle d’un Parc des Combats. Sacha et ses amis s’y rendent, mais malheureusement, c’est fermé. Cependant, la Team Rocket qui travaillait là, leur annonce que c’est ouvert et ils vont faire un combat. Après avoir perdu par deux fois, la Team Rocket volent tous les Pokémon du parc, mais pour se défendre, les Pokémon se retournent contre elle. |                                                |                                                      |                                                        |                       |
| 249 | Un Tarpaud peut en cacher un autre             | ニョロトノとチアリーディング！                       | Nyorotono to Chiarīdingu!                              | 23 mai 2002           |
| Alors qu’il s’était perdu, le Tarpaud d’Ondine se fait retrouver par une femme, qui croit que c'est son Bill, son Tarpaud. Lorsque Ondine se rend compte que Bill n’est pas son Tarpaud, elle part à la rechercher du sien, mais la dresseuse la supplie de bien vouloir lui prêter son Tarpaud pour la compétition. Après lui avoir fait comprendre qu’elle n’agissait pas de la bonne manière, avec ses Pokémon, la dresseuse admet ses torts et reprend Tarpaud au sein de son équipe. |                                                |                                                      |                                                        |                       |
| 250 | Kōri no dōkutsu!                               | 氷の洞窟！                                           | Kōri no dōkutsu! (Les grottes de glace !)              | 30 mai 2002           |
| Alors que deux choix s’offrent à eux, nos amis décident de passer par la Caverne de Cristal qui est entièrement de glace. Après un piège de la Team Rocket, Pierre tombe malade. Nos amis décident donc d’aller dans un Centre Pokémon pour l’y faire soigner. Cependant, la Team Rocket n’a pas dit son dernier mot et réchauffe l’intérieur de la caverne. Après avoir réparé leurs dégâts et libéré les Pokémon de glace, ils se débarrassent d’eux. Note : Cet épisode n'a jamais été diffusé à la télévision française en raison de la présence de Lippoutou : voir Controverse sur Lippoutou. |                                                |                                                      |                                                        |                       |
| 251 | Un adorable petit Pokémon                      | イブキとミニリュウ！                                 | Ibuki to Miniryū!                                      | 6 juin 2002           |
| Nos amis suivent Sandra qui escorte Minidraco vers le lieu où il changera de peau. La Team Rocket tente de s’en emparer, mais échouera lorsque Minidraco évoluera en Draco. |                                                |                                                      |                                                        |                       |
| 252 | La dent du dragon                              | フスベジムの竜の牙！                                 | Fusube Jimu no ryū no kiba!                            | 13 juin 2002          |
| Alors que Sacha disputait son match contre Sandra, la Team Rocket vole la dent du dragon, ce qui met fin au match. Alors que la Team Rocket prend la fuite, elle arrive à la terre sacrée des dragons où elle convainc un Dracolosse de les aider, en se faisant passer pour les « gentils ». |                                                |                                                      |                                                        |                       |
| 253 | Tout feu tout flamme !                         | カイリュ―！逆鱗発動！                                | Kairyū! Gekirin hatsudō!                               | 20 juin 2002          |
| Le Dracaufeu de Sacha est de retour. Alors que Dracolosse a perdu la raison, Draco et Dracaufeu, et finalement Pikachu, tentent le tout pour le tout pour qu’il retrouve ses esprits et cesse de tout détruire. |                                                |                                                      |                                                        |                       |
| 254 | Le badge décisif                               | フスベジム！最後のバッジ！！                         | Fusube Jimu! Saigo no Bajji!!                          | 27 juin 2002          |
| Sacha gagne son huitième et dernier badge de Johto, le badge Lever, contre Sandra (Type Dragon), qui lui permet de participer à la ligue Pokémon de Johto, la conférence |                                                |                                                      |                                                        |                       |
| 255 | Le vol des badges                              | ソーナノ!？ジムバッジとソーナンス！！                | Sōnano!? Jimu Bajji to Sōnansu!!                       | 4 juillet 2002        |
| La Team Rocket a volé les badges de Sacha, Jessie pour s’inscrire au championnat, et James et Miaouss pour les vendre. Mais alors que Qulbutoké est censé les surveiller en attendant le retour de la Team Rocket, il les remplit de fruits sauvages, et se fait voler la boîte par un Okéoké. Après avoir récupéré les badges, la Team Rocket s’enfuit, mais Pikachu leur lance une attaque éclair et Sacha retrouve ses badges. |                                                |                                                      |                                                        |                       |
| 256 | Bataille aquatique                             | リュウグウジム！水の中でバトルだぜ！                 | Ryūgū Jimu! Mizu no naka de Batoru-daze!               | 11 juillet 2002       |
| Ondine fait un combat aquatique contre Dorian, qui est propriétaire de l’arène du rivage. |                                                |                                                      |                                                        |                       |
| 257 | Retrouvailles                                  | ラプラスの歌！                                       | Rapurasu no uta!                                       | 18 juillet 2002       |
| Sacha retrouve son Locklass. Alors que la Team Rocket capture tous les autres Locklass, celui de Sacha tente de leur venir en aide. Il se rend alors compte que tous sont libérés, sauf la maman et le chef. Malgré le bruit produit par les tourbillons, il réussit tout de même à les repérer et à les sauver. Le chef du troupeau cède alors sa place au Locklass de Sacha, pour tous les guider. Sacha s'inscrit à la conférence. |                                                |                                                      |                                                        |                       |
| 258 | L'éclosion                                     | タマゴを守れ！嵐の中で生まれた命！                   | Tamago o mamore! Arashi no naka de umareta inochi!     | 25 juillet 2002       |
| L’œuf éclot, en un Embrylex, malheureusement sa chaleur corporelle est trop basse. Nos amis l’emmènent à un Centre Pokémon pour le faire soigner, mais l’infirmière Joëlle n’y parvient pas. Elle fait venir le professeur Orm, qui parvint à le soigner à l’aide du Professeur Chen qui l’accompagne (la mère de Sacha est également là). Finalement Embrylex est guéri et Sacha lui montre le monde extérieur. La Team Rocket veut s’en emparer, mais Embrylex les envoie vers d’autres cieux grâce à son pouvoir caché. |                                                |                                                      |                                                        |                       |
| 259 | Les sources chaudes                            | エンティと温泉の仲間たち！                           | Entei to onsen no nakamatachi!                         | 1er août 2002         |
| Poursuivant leur voyage, nos amis tombent sur des sources chaudes ayant des effets bénéfiques sur les Pokémon. Ils rencontrent un jeune garçon qui souhaite capturer un Entei. Malheureusement pour lui, Entei contrera toutes ses attaques et forcera son Pokémon spectre, Feuforêve, à retourner dans sa Pokéball. Cependant, Nelson n’abandonnera pas, tant et aussi longtemps qu’il ne l’aura pas capturer. (Dans cet épisode, le Pomdepik de Pierre évolue en Foretress). |                                                |                                                      |                                                        |                       |
| 260 | Le couronnement d'un Roi                       | ヤドキング！王者の印！                               | Yadokingu! Ōja no shirushi!                            | 8 août 2002           |
| Sacha et ses amis arrivent devant une rivière asséchée et voient un rocher avec une couronne. Alice et son père leur expliquent alors une légende mettant en scène des Ramoloss. |                                                |                                                      |                                                        |                       |
| 261 | Le doux parfum de l'amitié                     | ナナコとエレキッド！                                 | Nanako to Erekiddo!                                    | 15 août 2002          |
| Nos amis retrouvent Katie, la fan des Électec, alors que la Team Rocket vient de capturer Embrylex et Éleckid. Mais ils se sauvent. Ils retrouvent le vieux vendeur de Magicarp, qui tente de refaire le même coup, mais James ne se laisse pas avoir une autre fois. En revanche, lorsqu’il leur parle d’un Poussiflore, Jessie le veut à tout prix, et décide de l’échanger contre l’Ampiflore de James. Complètement démoralisé, James le fait se battre contre Sacha et ses amis, et il finit par évoluer et tente d’avaler Jessie. Folle de rage, celle-ci ordonne à Arbok de se débarrasser d’Ampiflore. |                                                |                                                      |                                                        |                       |
| 262 | Un Embrylex qui a de bons réflexes !           | ヨーギラス頑張る！                                   | Yōgirasu ganbaru!                                      | 22 août 2002          |
| Alors que la Team Rocket a capturé des Pokémon grâce à un aspirateur, Sacha se retrouve également capturé, mais Embrylex réussit à ne pas tomber dans leur piège et sauve tout le monde. |                                                |                                                      |                                                        |                       |
| 263 | Souvenirs, souvenirs                           | 不思議の国のアンノーン！                             | Fushigi no kuni no Annōn!                              | 29 août 2002          |
| Nos amis font la rencontre d'un Zarbi, qui les plonge dans l'esprit d'Embrylex, où ils l'aideront à se défaire de ses mauvais souvenirs. |                                                |                                                      |                                                        |                       |
| 264 | Qui vole un œuf...                             | バンギラスとヨーギラス！                             | Bangirasu to Yōgirasu!                                 | 5 septembre 2002      |
| Embrylex retrouve sa mère. |                                                |                                                      |                                                        |                       |
| 265 | Le gardien de la Flamme Sacrée                 | ニューラと聖なる炎！                                 | Nyūra to seinaru Honō!                                 | 12 septembre 2002     |
| Nos amis doivent aller allumer la torche avec la Flamme Sacrée, mais elle est bien protégée. |                                                |                                                      |                                                        |                       |
| 266 | La cérémonie d'ouverture                       | シロガネ大会！シゲル再び！                           | Shirogane taikai! Shigeru futatabi!                    | 19 septembre 2002     |
| Les qualifications commencent. |                                                |                                                      |                                                        |                       |
| 267 | Une nouvelle prétendante                       | 予選リーグ！マグマラシ炎のバトル！！                 | Yosen Rīgu! Magumarashi Honō no Batoru!!               | 26 septembre 2002     |
| Sacha remporte son premier match des demi-finales. |                                                |                                                      |                                                        |                       |
| 268 | La lutte des plantes                           | メガニウムVSフシギダネ！草タイプの意地！             | Meganiumu VS Fushigidane! Kusa Taipu no iji!           | 3 octobre 2002        |
| Sacha remporte son deuxième match des demi-finales, et se retrouve à se battre contre Régis pour la premiere partie de la finale. |                                                |                                                      |                                                        |                       |
| 269 | Mon meilleur ennemi                            | 決勝トーナメント！フルバトル6VS6！！                 | Kesshō Tōnamento! Furu Batoru 6 VS 6!!                 | 10 octobre 2002       |
| Avant leur affrontement, Sacha se remémore une ancienne confrontation avec Régis, qui s'était conclue par un match nul. Début du combat, entre Sacha et Régis, qui appellent respectivement Tauros et Nidoqueen. Ce dernier l'emporte, mais Régis préfère le rappeler et envoie Magmar face au Scarhino de Sacha. Il est défait, et Régis fait alors appel à son Pokémon le plus puissant, Tortank. |                                                |                                                      |                                                        |                       |
| 270 | Le match tant attendu                          | ライバル対決！カメックスVSリザードン！！             | Raibaru taiketsu! Kamekkusu VS Rizādon!!               | 17 octobre 2002       |
| Suite et fin du combat entre Sacha et Régis. Tortank vainc Scarhino et prend le dessus sur Grotadmorv, que Sacha préfère rappeler pour Macronium, qui est lui aussi vaincu. Régis mène, à la pause, par trois victoires à une. Dans la seconde mi-temps, Régis préfère préserver Tortank et fait appel à Arcanin, que le Ronflex de Sacha envoie au tapis, de même que Nidoqueen, rétablissant l'égalité. Mais, Régis reprend immédiatement l'avantage avec son Cizayox, qui l'emporte successivement face à Ronflex et Grotadmorv. Sacha appelle alors son dernier Pokémon, Dracaufeu, qui élimine Cizayox et Grolem. Le duel final oppose donc Tortank et Dracaufeu. Celui-ci fait fondre le terrain, forçant ainsi Tortank à l'éteindre, ce qui lui permet de le prendre par surprise et d'obtenir la victoire. L'épisode s'achève par dialogue, sous les étoiles, où Régis reconnaît les qualités de dresseur de Sacha. |                                                |                                                      |                                                        |                       |
| 271 | Un match brûlant                               | バシャーモ再び！ハヅキとの戦い！！                   | Bashāmo futatabi! Hazuki to no tatakai!!               | 24 octobre 2002       |
| Après avoir battu Régis, Sacha poursuit le tournoi... |                                                |                                                      |                                                        |                       |
| 272 | La fin de la Conférence Argentée               | フルバトルの果てに！それぞれの道!!                   | Furu Batoru no hate ni! Sorezore no michi!!            | 31 octobre 2002       |
| Alors que Sacha croyait avoir gagné son match, c'est finalement son adversaire qui le remporte. Ce dernier perdra cependant son match prochain. Alors que la Team Rocket est dans le jus, on apprend que Régis décide de changer de voie, et de devenir chercheur Pokemon. |                                                |                                                      |                                                        |                       |
| 273 | Les Adieux                                     | サヨナラ…そして、旅立ち！                            | Sayonara…soshite, tabidachi!                           | 7 novembre 2002       |
| Ondine et Pierre partent chacun de leur côté, laissant Sacha tout seul. Sacha revient au Bourg-Palette pour finalement décider de reprendre son aventure. |                                                |                                                      |                                                        |                       |
| 274 | En route pour Hoenn                            | ピカチュウとの別れ…！                                | Pikachu to no wakare…!                                 | 14 novembre 2002      |
| Tout en poursuivant son voyage, pour se rendre à la ville de Hoenn, Sacha se fait enlever Pikachu par la Team Rocket. Alors que Jessie et James se retrouvent séparés de Miaouss et Pikachu, Pikachu et Miaouss doivent affronter des Spectrum, qui se sont approprié la ville. Par la suite, Jessie et James les retrouvent et utilisent une nouvelle invention. C'est alors que les Spectrum viennent en aide à Pikachu, et se réconcilient avec les Ratatas. Malheureusement, le lendemain, Sacha découvre que Pikachu ne se sent pas bien et qu'il a de la fièvre. |                                                |                                                      |                                                        |                       |